# Albert Einstein
Albert Einstein (pronuncia italiana [ˈalbert ˈainstain]; tedesca [ˈalbɛɐ̯t ˈaɪnʃtaɪn]; Ulma, 14 marzo 1879 – Princeton, 18 aprile 1955) è stato un fisico tedesco naturalizzato svizzero e statunitense.

Firma di Albert Einstein

Considerato il più importante fisico del XX secolo e in generale uno dei più importanti studiosi e pensatori del XX secolo, è conosciuto al grande pubblico per la formula dell'equivalenza massa-energia, E=mc², definita  "l'equazione più famosa al mondo", per la relatività ristretta (1905), la relatività generale (1916) e molti altri suoi lavori, che ebbero una forte influenza anche sulla filosofia della scienza. Nel 1921 ricevette il premio Nobel per la fisica «per i contributi alla fisica teorica, in particolare per la scoperta della legge dell'effetto fotoelettrico». La teoria della relatività, insieme alla meccanica quantistica, è ancor oggi uno dei pilastri della fisica moderna.
Nato a Ulma nel 1879 da una benestante famiglia ebraica, si trasferì con essa in Svizzera nel 1895, rinunciando alla cittadinanza tedesca l'anno successivo. Sempre nel 1896 conseguì il diploma superiore e nell'ottobre dello stesso anno fu ammesso al corso di matematica e fisica del Politecnico di Zurigo, da cui si laureò nel 1900. Dopo essere stato apolide per più di cinque anni, nel 1901 assunse la cittadinanza svizzera, che mantenne per il resto della sua vita. Nel 1914 fu eletto all'Accademia Reale Prussiana delle Scienze e nominato professore di fisica teorica, nonché direttore dell'Istituto di Fisica dell'Università Humboldt di Berlino, dove rimase fino al 1933.
Nel 1905, ricordato come annus mirabilis, all'età di 26 anni Einstein pubblicò quattro articoli dal contenuto fortemente innovativo. In essi si trattano l'effetto fotoelettrico e il moto browniano, è introdotta la relatività speciale e, a condizione che essa sia corretta, è dimostrata l'equivalenza massa-energia. Einstein nel 1909 identificò per primo il dualismo onda-particella, che caratterizzerà tutto il successivo sviluppo della meccanica quantistica. Nel 1916 pubblicò un primo articolo sulla relatività generale, contenente la sua teoria della gravitazione; in questo articolo previde, tra l'altro, l'esistenza delle onde gravitazionali, osservate per la prima volta esattamente un secolo dopo. Nel 1917 applicò la teoria della relatività generale alla struttura dell'universo e teorizzò i fenomeni di emissione spontanea e stimolata, la quale è il presupposto teorico per i dispositivi laser e maser. Nel 1924 estese agli atomi i risultati della statistica quantistica introdotta nel 1920 da Satyendra Nath Bose per i fotoni, formulando la cosiddetta statistica di Bose-Einstein.
Nel 1933, mentre Einstein era in visita negli Stati Uniti, Adolf Hitler salì al potere. A causa delle sue origini, Einstein non fece più ritorno in Germania, stabilendosi negli Stati Uniti e diventando cittadino statunitense nel 1940. Alla vigilia della seconda guerra mondiale, inviò una lettera al presidente Roosevelt nella quale lo avvisava del possibile sviluppo da parte della Germania di "bombe di un nuovo tipo estremamente potenti" e suggeriva agli Stati Uniti di cominciare a lavorare su ricerche di questo tipo.
Nel 1935 introdusse con Boris Podolsky e Nathan Rosen il paradosso di Einstein-Podolsky-Rosen sull'entanglement quantistico, che ha aperto un filone di ricerca sull'interpretazione della meccanica quantistica e sulle sue applicazioni; negli ultimi anni di vita tentò invano di unificare la gravità e l'elettromagnetismo, forze fondamentali descritte dalle due teorie ch'egli considerava esemplari, e si oppose all'impostazione probabilistica della teoria quantistica, sostenendo che «Dio non gioca ai dadi».
La rivista Time lo ha nominato "uomo del secolo" ("person of the century") nel dicembre 1999, dedicandogli l'ultima copertina del XX secolo, e i suoi traguardi intellettuali e la sua originalità hanno reso il termine "Einstein" sinonimo di "genio". Eugene Wigner scrisse di lui:
(Eugene Wigner)

## Biografia

### Famiglia, gioventù e studi superiori
(Emilio Segrè, Personaggi e scoperte nella fisica contemporanea, Edizioni scientifiche e tecniche (EST) Mondadori, 1997. ISSN 0303-2752)

Einstein bambino con sua sorella Maja

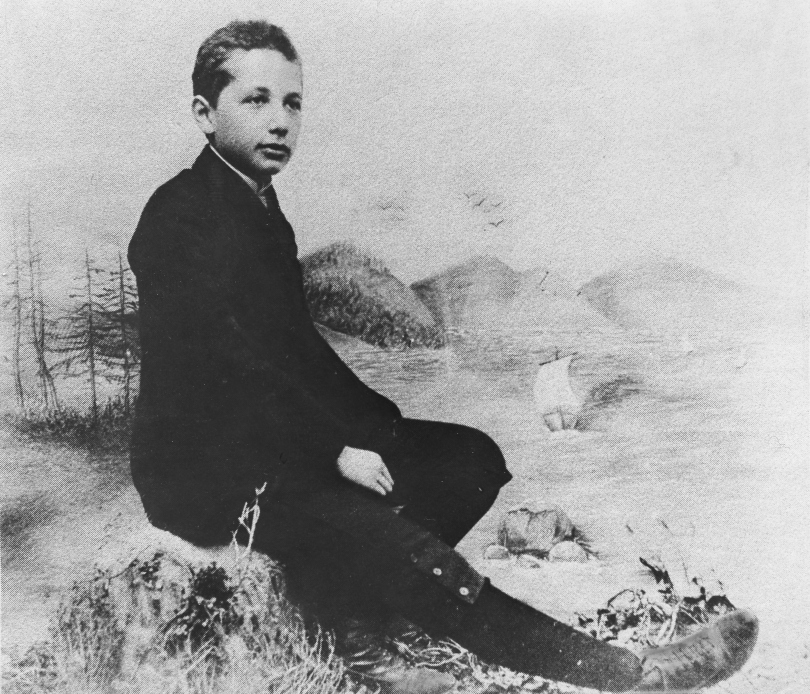
Einstein a 14 anni

Albert Einstein nacque a Ulma il 14 marzo del 1879 da una benestante famiglia ebraica, figlio di Hermann Einstein, proprietario di una piccola azienda che produceva macchinari elettrici, e di Pauline Koch. Frequentò una scuola elementare cattolica e, su insistenza della madre, gli furono impartite lezioni di violino. All'età di cinque anni il padre gli mostrò una bussola tascabile ed Einstein si rese conto che qualcosa nello spazio "vuoto" agiva sull'ago spostandolo in direzione del nord; avrebbe descritto in seguito quest'esperienza come una delle più rivelatrici della sua vita.
La supposizione che il suo profitto in matematica fosse scarso è sbagliata, basata anche sul fatto che nel sistema scolastico svizzero le votazioni adottano una scala da 1 a 6. Nell'agosto del 1886 la madre riferì a un'amica l'ottimo profitto scolastico del figlio: «Ieri Albert ha ricevuto la pagella, è nuovamente il primo della classe». All'età di dieci anni iniziò a frequentare il Luitpold Gymnasium di Monaco di Baviera, ma si rivelò ben presto insofferente al rigido ambiente scolastico tedesco, pur riportando buoni voti in matematica e in latino, e abbandonò il ginnasio a seguito del trasferimento della famiglia in Italia.
Einstein cominciò a studiare matematica insieme a Max Talmud, un amico di famiglia che gli procurò testi scientifici come gli Elementi di Euclide e filosofici come la Critica della ragion pura di Kant. Inoltre suo zio Jakob lo metteva spesso alla prova con problemi matematici, che risolveva brillantemente « [...] provando un profondo senso di felicità».

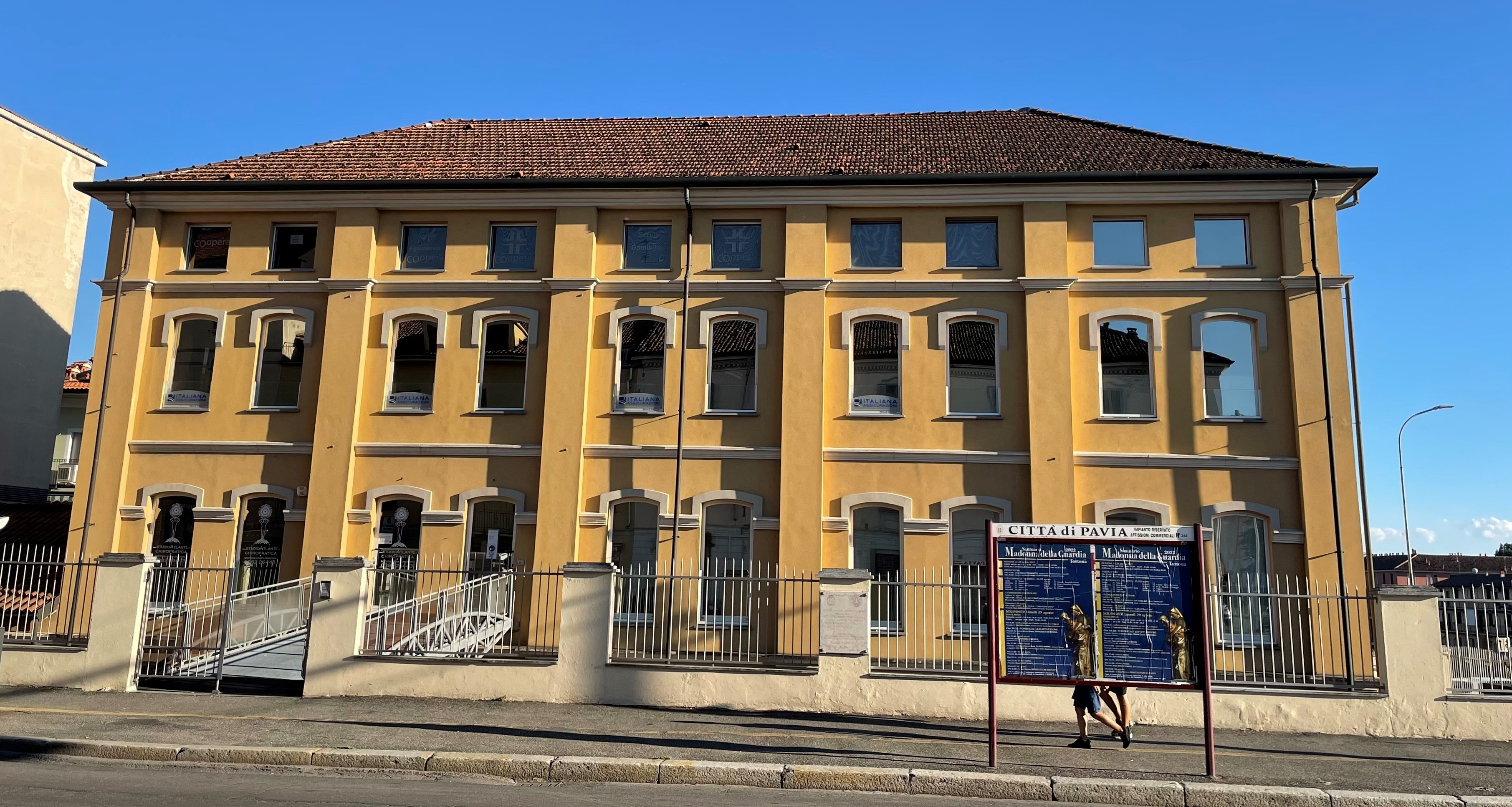
Pavia, Officine Elettrotecniche Nazionali Einstein-Garrone

A causa di dissesti economici (nel 1894 gli Einstein avevano fondato, con un socio italiano, le Officine Elettrotecniche Nazionali Einstein-Garrone a Pavia, fallite nel 1896) la famiglia Einstein dovette trasferirsi di frequente: dapprima a Monaco di Baviera, poi nel 1895 a Pavia (Palazzo Cornazzani, dove aveva abitato Ugo Foscolo e dove Albert scrisse il suo primo articolo scientifico) e, quindi, a Milano. Tra il 1895 e il 1905 Einstein passò in Italia alcuni periodi tra Pavia, Casteggio e Milano.

### Studi universitari e impiego all'ufficio brevetti

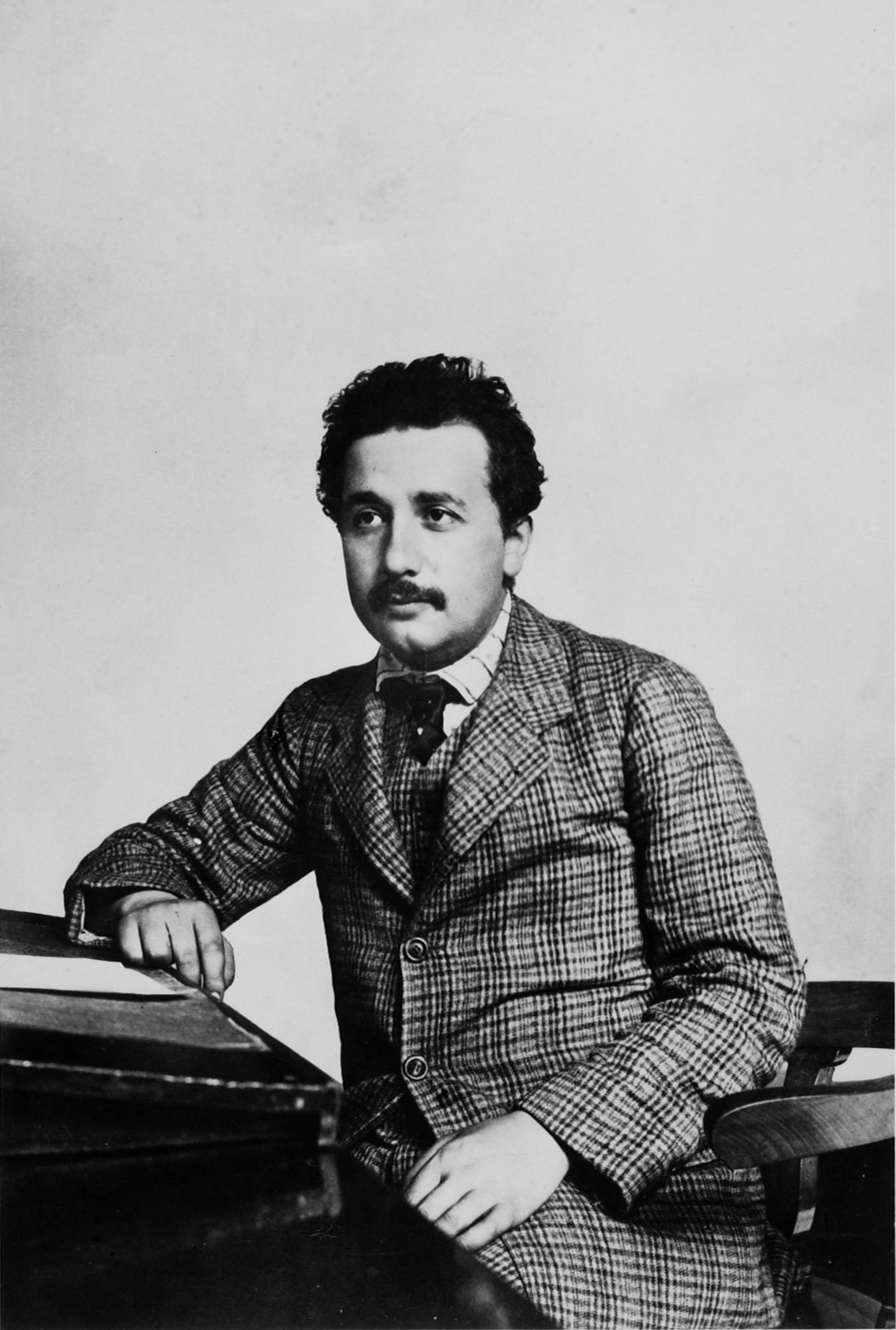
Einstein all'Istituto Federale della Proprietà Intellettuale, 1904

Il fallimento all'esame d'ingresso al Politecnico di Zurigo (poi ETH, Eidgenössische Technische Hochschule) nel 1895, tentato nonostante non avesse l'età minima richiesta, in quanto autorizzato con un permesso speciale da parte del rettore Albin Herzog, e non superato per un'insufficienza nel test di francese, segnò una battuta d'arresto. Per concludere gli studi superiori Einstein fu mandato dalla famiglia ad Aarau, dove riuscì a conseguire il diploma nel 1896, anno in cui rinunciò alla cittadinanza tedesca col permesso del padre, per evitare il reclutamento nell'esercito. Nell'ottobre dello stesso anno ritentò l'esame di ammissione al politecnico, superandolo. Durante il primo anno degli studi universitari, nel 1896, conobbe Mileva Marić, sua compagna di studi e unica donna ammessa a frequentare quel politecnico, di cui s'innamorò.
Einstein concluse gli studi al Politecnico di Zurigo nel luglio del 1900, superando gli esami finali con la votazione di 4,9/6 e classificandosi quarto su cinque promossi. Egli fu l'unico dei laureati a non ottenere un posto come assistente, ma un diploma per l'insegnamento superiore. Nel 1901 fu naturalizzato svizzero. Dal 1902 al 1909 fu impiegato all'Istituto federale della proprietà intellettuale (ufficio brevetti) di Berna. Insieme ad alcuni amici fondò nella stessa città un gruppo di discussione chiamato "Accademia Olimpia", in cui si discuteva di scienza e filosofia.

### Prime nozze e figli

Einstein e Mileva Marić nel 1912

Nel gennaio 1902 Mileva Marić ebbe una figlia illegittima, Lieserl, accudita dai nonni materni, che morì anni dopo, presumibilmente di scarlattina. La sua nascita compromise gli studi di Mileva, che decise di sacrificarsi per la famiglia e la carriera accademica di Albert. Nel 1903 Albert e Mileva si sposarono civilmente in municipio. A Berna, in Kramgasse 49, si trova la casa dove lo scienziato abitò con la moglie Mileva dal 1903 al 1905, nel periodo in cui elaborò la teoria della relatività ristretta. In seguito Mileva avrebbe dato alla luce altri due figli: Hans Albert (1904-1973), che sarebbe diventato ingegnere, e Eduard (1910-1965), con ottime capacità nella musica e negli studi e laureato in medicina, che fu poi travolto dalla malattia mentale e trascorse gran parte della sua vita tra la casa materna di Zurigo e l'ospedale psichiatrico Burghölzli.

### 1905:annus mirabilise la relatività ristretta
Il 1905 fu un anno di svolta nella vita di Einstein e nella storia della fisica.
L'articolo sulla relatività ristretta fu inizialmente ignorato. Il nome di "teoria della relatività" venne coniato da Max Planck nel 1906; Einstein avrebbe preferito "teoria degli invarianti".
La relatività ristretta venne dapprima interpretata come una teoria subordinata a quella dell'elettrone di Lorentz, che prevedeva una massa dell'elettrone dipendente dalla sua velocità; difatti, la teoria dell'elettrone rimase nota fino alla fine degli anni venti del XX secolo come "teoria di Lorentz-Einstein".
Tra i primi sostenitori della relatività ristretta vi fu Max Planck, allora già ben noto nella comunità scientifica, che diede anche contributi tecnici allo sviluppo della teoria. Un secondo sostenitore fu Hermann Minkowski, che nel 1907 formulò la versione tetra-dimensionale della relatività, introducendo lo spaziotempo di Minkowski.
Sempre nel 1907, a un convegno tenutosi a Cracovia, il fisico polacco August Witkowski parlò a Max Born, allora neolaureato all'Università di Gottinga, dell'articolo di Einstein. Born comprese il significato profondamente innovativo del lavoro di Einstein, e s'impegnò nella diffusione della teoria della relatività. Altri precoci sostenitori della relatività ristretta furono Max von Laue e Paul Ehrenfest.
Iniziò così la progressiva diffusione della relatività ristretta, soprattutto nella comunità dei fisici tedeschi. Entro il 1910 la relatività ristretta aveva guadagnato ampi consensi ed era accettata, almeno in Germania, dalla maggioranza dei fisici teorici.
Il pubblico e molti intellettuali, inclusi i filosofi, vennero a conoscenza della relatività ristretta soprattutto dopo la fine della prima guerra mondiale, a seguito della spedizione scientifica di Arthur Eddington del 1919, che fornì nel 1920 le prime prove della correttezza della relatività generale.
L'articolo sull'equivalenza massa-energia modificherà non solo la storia della fisica, ma quella del genere umano. Nella parte finale dell'articolo, Einstein suggerì d'indagare il radio, un elemento radioattivo, per verificare l'equivalenza massa-energia nel caso d'emissione radioattiva: «Non è impossibile che nei corpi nei quali il contenuto in energia sia variabile in sommo grado (per esempio nei sali di radio) la teoria possa essere sperimentata con successo.». In effetti, sarà proprio nel campo della fisica nucleare che si avranno sistematiche conferme della validità dell'equazione E0=m0c2, fino all'uso bellico della bomba atomica e alla realizzazione industriale di reattori nucleari.
Nel 1905 Einstein pubblicò sei lavori nel giro di dieci mesi: 
1. un articolo, ultimato il 17 marzo, che spiegava l'effetto fotoelettrico assumendo che la radiazione elettromagnetica fosse in realtà composta da quanti di energia, considerati come particelle (poi denominate fotoni). Questo studio gli sarebbe valso il Premio Nobel per la fisica nel 1921 e avrebbe contribuito allo sviluppo della meccanica quantistica;
2. la tesi di dottorato sul tema "Nuova determinazione delle dimensioni molecolari", pubblicata il 30 aprile e divenuta lo scritto di Einstein più citato nella letteratura scientifica degli anni settanta del XX secolo;
3. un articolo, datato 11 maggio, sul moto browniano, che costituiva uno sviluppo della sua tesi di dottorato;
4. una prima memoria, in data 30 giugno, dal titolo Zur Elektrodynamik bewegter Körper (Sull'elettrodinamica dei corpi in movimento) che aveva come oggetto l'interazione fra corpi carichi in movimento e il campo elettromagnetico vista da diversi osservatori in stati di moto differenti. La teoria esposta nell'articolo, nota successivamente con il nome di relatività ristretta (o speciale), risolveva i contrasti tra teoria meccanica e teoria elettromagnetica della luce, che avevano caratterizzato la fisica del XIX secolo, con una revisione dei concetti di spazio e di tempo assoluti;
5. un'altra memoria sulla relatività ristretta, datata 27 settembre, che conteneva implicitamente la formula E0=m0c2;
6. un altro articolo sul moto browniano, pubblicato il 19 dicembre.

### Docenza accademica e la relatività generale
Einstein ottenne il dottorato il 15 gennaio del 1906 all'Università di Zurigo e l'abilitazione alla docenza universitaria all'Università di Berna nel 1908. Nel 1909 pubblicò Über die Entwicklung unserer Anschauungen über das Wesen und die Konstitution der Strahlung, sulla quantizzazione della luce; in questo e in un precedente scritto dello stesso anno introdusse il concetto - fondamentale per il successivo sviluppo della meccanica quantistica - di dualismo onda-particella.
Professore associato all'Università di Zurigo dal 1909 e, in seguito a una fortunata serie di circostanze imprevedibili, professore ordinario a Praga per sedici mesi dall'aprile 1911, insegnò nuovamente a Zurigo, stavolta al Politecnico, dal 1912 al 1914. Nel 1914 fu eletto all'Accademia Reale Prussiana delle Scienze e nominato professore di fisica teorica, nonché direttore dell'Istituto di Fisica dell'Università di Berlino, dove rimase fino al 1933. In quegli anni effettuò ricerche sulla meccanica statistica e sulla teoria della radiazione.
Accortosi che il principio di relatività poteva essere esteso ai campi gravitazionali, pubblicò nel 1916 un primo articolo sulla relatività generale, contenente la sua teoria della gravitazione. Einstein dedusse le equazioni del moto da quelle della relatività speciale valide localmente nei sistemi inerziali; dedusse inoltre il modo in cui la materia curva lo spaziotempo imponendo l'equivalenza di ogni possibile sistema di riferimento (da cui il nome di relatività "generale"). Previde, tra l'altro, l'esistenza delle onde gravitazionali, osservate per la prima volta esattamente un secolo dopo. L'anno successivo, applicò la teoria della relatività generale alla modellizzazione della struttura dell'universo.
Alla pubblicazione, la teoria venne accolta con scetticismo da parte della comunità scientifica, perché derivata unicamente da ragionamenti matematici e analisi razionali, non da esperimenti e osservazioni.
Nel 1920 le predizioni della relatività generale furono confermate dalle misurazioni dell'astrofisico Arthur Eddington, effettuate durante un'eclissi solare, che verificarono che la luce emanata da una stella era deviata dalla gravità del Sole. Le osservazioni ebbero luogo il 29 maggio del 1919 a Sobral, in Brasile, e nell'isola di Príncipe, nello Stato di São Tomé e Príncipe. Nel clima di euforia seguito alla fine della prima guerra mondiale, la collaborazione tra un astrofisico sperimentale inglese e un fisico teorico tedesco furono celebrate dalla stampa internazionale come simbolo di pace, dando fama planetaria ai due protagonisti. In particolare, la figura eccentrica di Einstein fu oggetto di una crescente attenzione mediatica: Einstein divenne popolare quanto un campione sportivo o un attore cinematografico, cosa mai avvenuta in precedenza per uno scienziato. Vennero pubblicati centinaia di libri divulgativi sia sulla relatività ristretta, sia su quella generale, ed egli entrò nell'immaginario collettivo come genio per antonomasia.

### Separazione, divorzio e seconde nozze

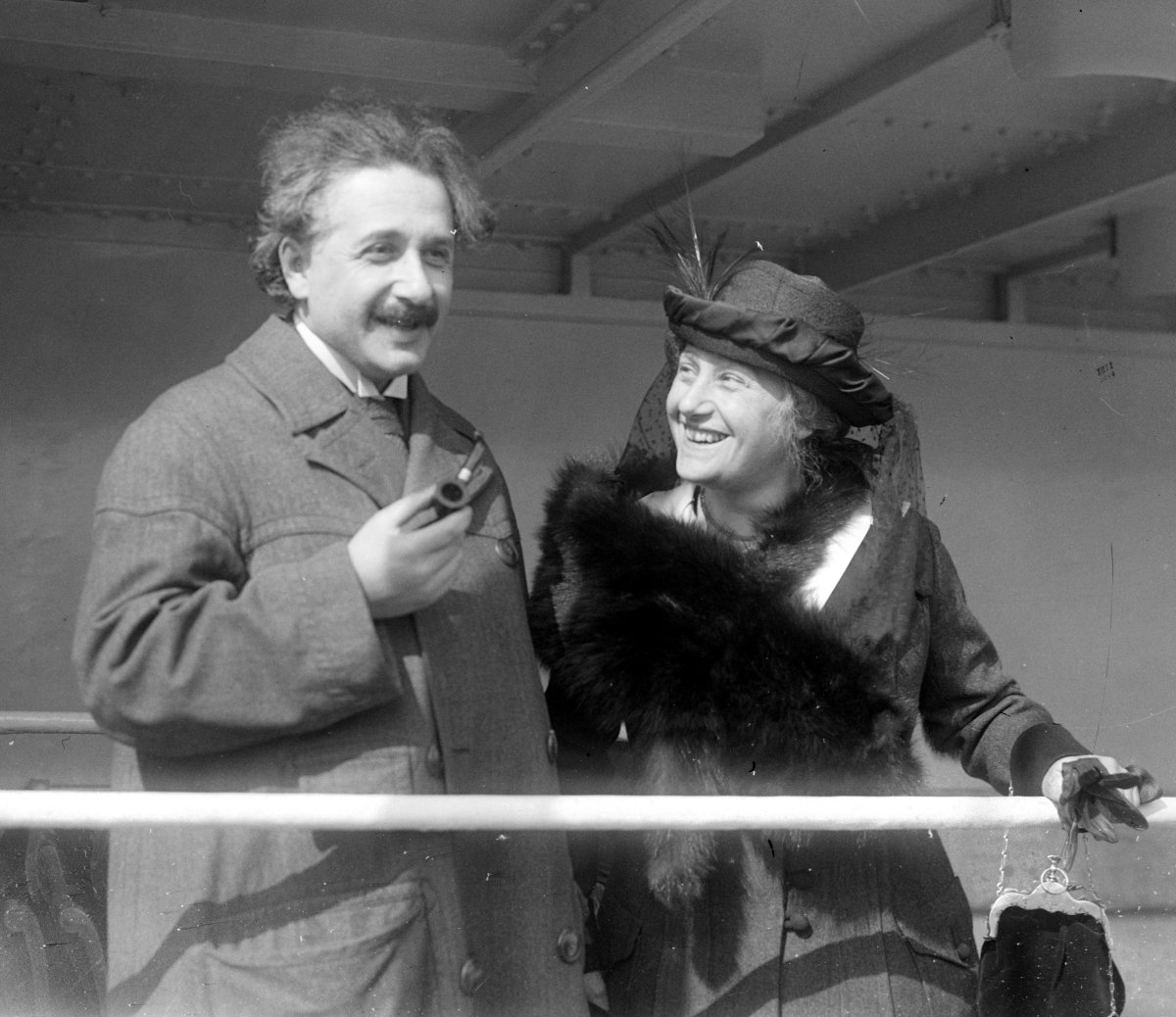
Albert ed Elsa Einstein

Sin dal marzo 1912 Einstein aveva iniziato una relazione con la cugina trentaseienne divorziata Elsa Löwenthal, e della moglie diceva che era come una dipendente che non poteva licenziare. Per incontrare Elsa spariva per giorni, finché andò via da casa, accettando poi di tornarci solo se la moglie avesse rispettato alcune severissime condizioni: 
1. che i suoi vestiti e la biancheria fossero mantenuti in ordine e in buono stato;
2. che egli ricevesse tre pasti regolarmente nella sua stanza;
3. che la sua camera da letto e lo studio fossero sempre puliti e, in particolare, che sulla sua scrivania potesse mettere le mani solo lui.

Mileva avrebbe anche dovuto rinunciare a ogni rapporto personale, astenersi dal criticarlo sia a parole sia con azioni davanti ai figli, e quanto ai rapporti personali con Einstein:
1. non doveva aspettarsi intimità;
2. se richiesta, doveva smettere immediatamente di rivolgersi;
3. se richiesta, doveva uscire all'istante dalla stanza senza protestare.[37]

Mileva accettò ed egli tornò a casa, ma dopo pochi mesi lei andò a Zurigo con i figli e nel 1919 i due divorziarono. L'accordo economico prevedeva per Mileva la pensione di reversibilità, un aumento dei versamenti e la devoluzione di tutto il denaro del futuro premio Nobel. Nello stesso anno Einstein sposò in seconde nozze la cugina Elsa Löwenthal, a cui restò legato fino alla morte di lei nel 1936.

### Einstein e l’antisemitismo post-bellico
Le posizioni antimilitariste assunte da Einstein durante la prima guerra mondiale, nonché il crescente clima antisemita nella Germania post-bellica, gli crearono un ambiente particolarmente difficile. Presto cominciò a ricevere lettere minatorie e ingiurie mentre usciva dal suo appartamento o dall'ufficio: nel febbraio 1920 un gruppo di studenti interruppe una sua lezione e uno di essi gridò: «Taglierò la gola a quello sporco ebreo!». Fu poi lo stesso Ministro dell'Istruzione a scrivergli una lettera di stima da parte del governo tedesco.
L'antisemitismo divenne anche la molla per degli attacchi sul campo scientifico, tanto che, per reazione, scrisse un articolo per il Berliner Tageblatt dal titolo La mia risposta, in cui denunciava il fatto che se non fosse stato un ebreo le sue teorie non sarebbero state attaccate in maniera così veemente. Il clima divenne ancor più pericoloso quando il 24 giugno 1922 fu assassinato il ministro degli esteri tedesco Walther Rathenau, che era ebreo.

### La maturità e il premio Nobel

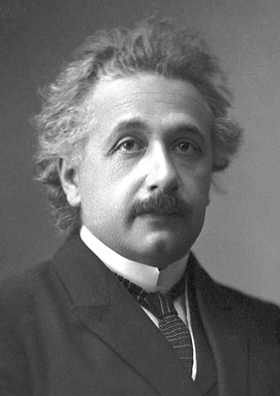
La foto ufficiale per il premio Nobel del 1921 di Einstein

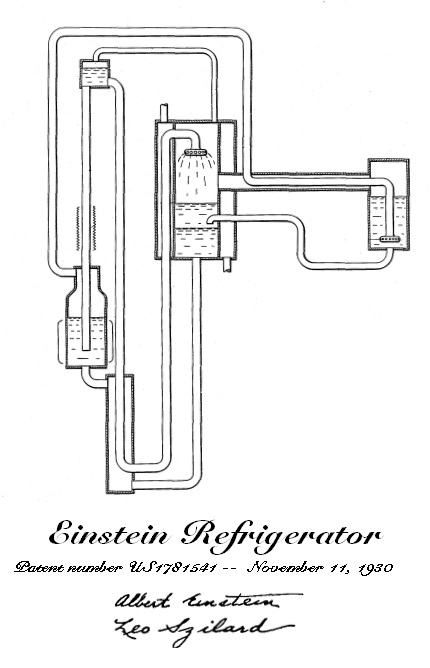
Brevetto per Refrigeratore di Einstein–Szilard

Il 27 aprile 1920 Bohr giunse a Berlino su invito di Max Planck. Essendo presente a Berlino anche Einstein, si colse l'occasione per un incontro a tre dei più importanti fisici dell'epoca. L'incontro fu estremamente cordiale: seppur diversi caratterialmente, si trovarono a loro agio parlando per tutto il tempo di fisica e confrontando le loro idee. «Poche volte, nella vita, una persona mi ha dato tanta gioia con la sua sola presenza come è stato nel suo caso», scrisse successivamente Einstein a Bohr.
Dopo i frequenti soggiorni giovanili, Einstein tornò in Italia nel 1921 a Bologna, invitato dal matematico Federigo Enriques, per tenere tre lezioni sulla relatività in italiano. Proseguì quindi per Padova, dove rese omaggio al matematico Gregorio Ricci-Curbastro, sempre parlando in italiano.
Nel 1921 ottenne il Premio Nobel per la fisica per il suo lavoro del 1905 sulla spiegazione dell'effetto fotoelettrico, assegnatogli effettivamente nel 1922. In quegli anni cominciò a dedicarsi alla ricerca di teorie di campo unificate, argomento che lo appassionò fino alla fine della sua vita, assieme ai tentativi di spiegazioni alternative dei fenomeni quantistici. Il più famoso tentativo in questo senso fu il paradosso Einstein-Podolsky-Rosen, elaborato con Boris Podolsky e Nathan Rosen.
Come in precedenza, s'interessò anche di altri campi della fisica. Nel 1926, ad esempio, pubblicò un articolo nel quale utilizzò il cosiddetto effetto tazza di tè per spiegare il motivo dell'esistenza dei meandri fluviali.
Nel 1929 collaborò con Leó Szilárd a un prototipo di macchina frigorifera ad assorbimento, realizzando un brevetto innovativo di un refrigeratore funzionante solo con una miscela di acqua, ammoniaca e butano, senza parti in movimento e con consumi elettrici bassissimi. Il brevetto, registrato negli Stati Uniti nel 1930, non fu mai commercializzato perché soppiantato commercialmente dal brevetto Servel-Electrolux per gli attuali frigoriferi con ciclo ad assorbimento.
Nel 1927 Einstein venne invitato dal governo italiano a partecipare al Congresso internazionale dei Fisici, che si svolgeva quell'anno a Como in occasione del centenario dalla morte di Alessandro Volta, e fu il solo degli invitati a declinare per la sua opposizione al regime di Mussolini.

### L'esilio statunitense e gli ultimi anni

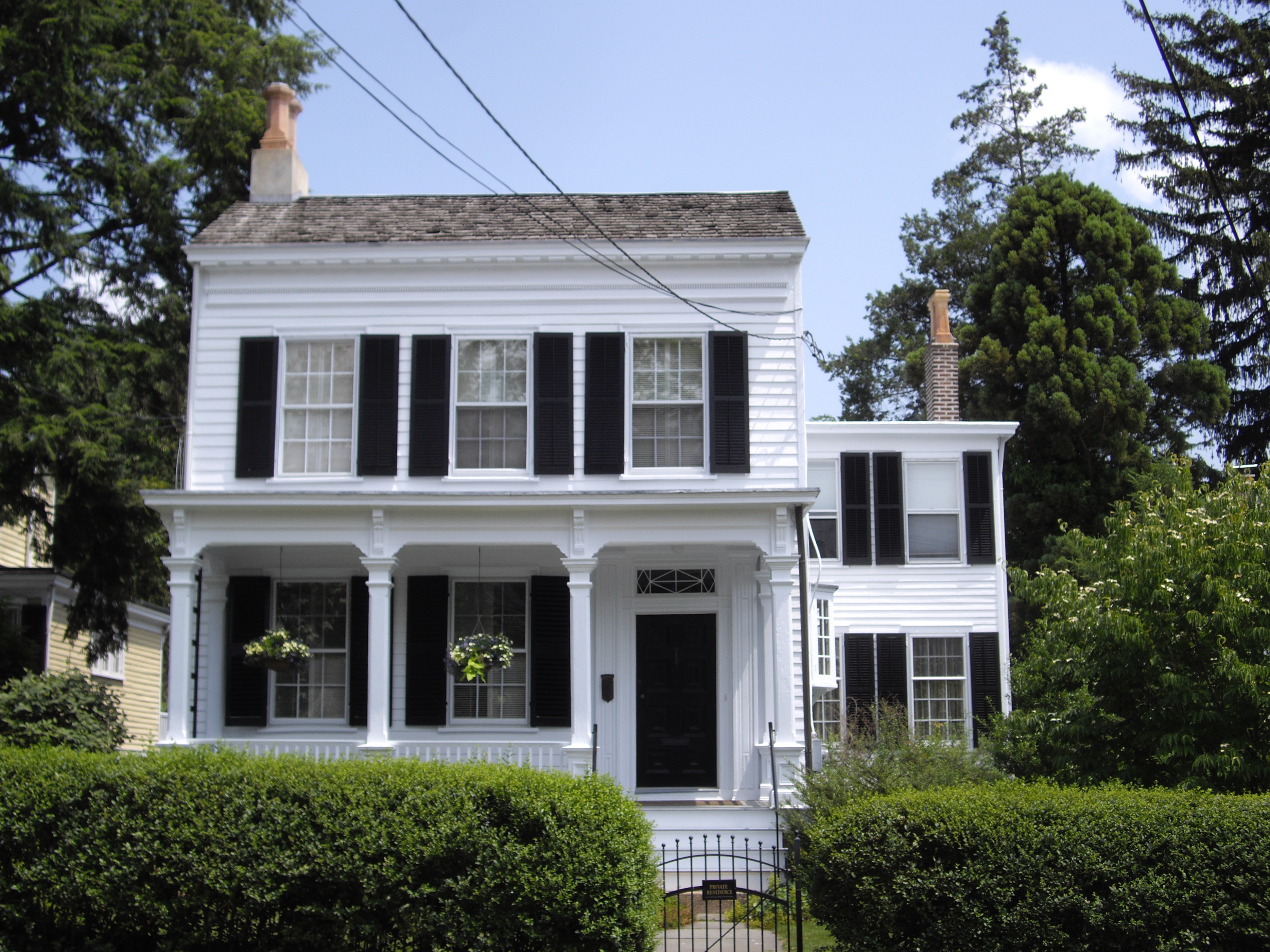
La casa di Einstein a Princeton

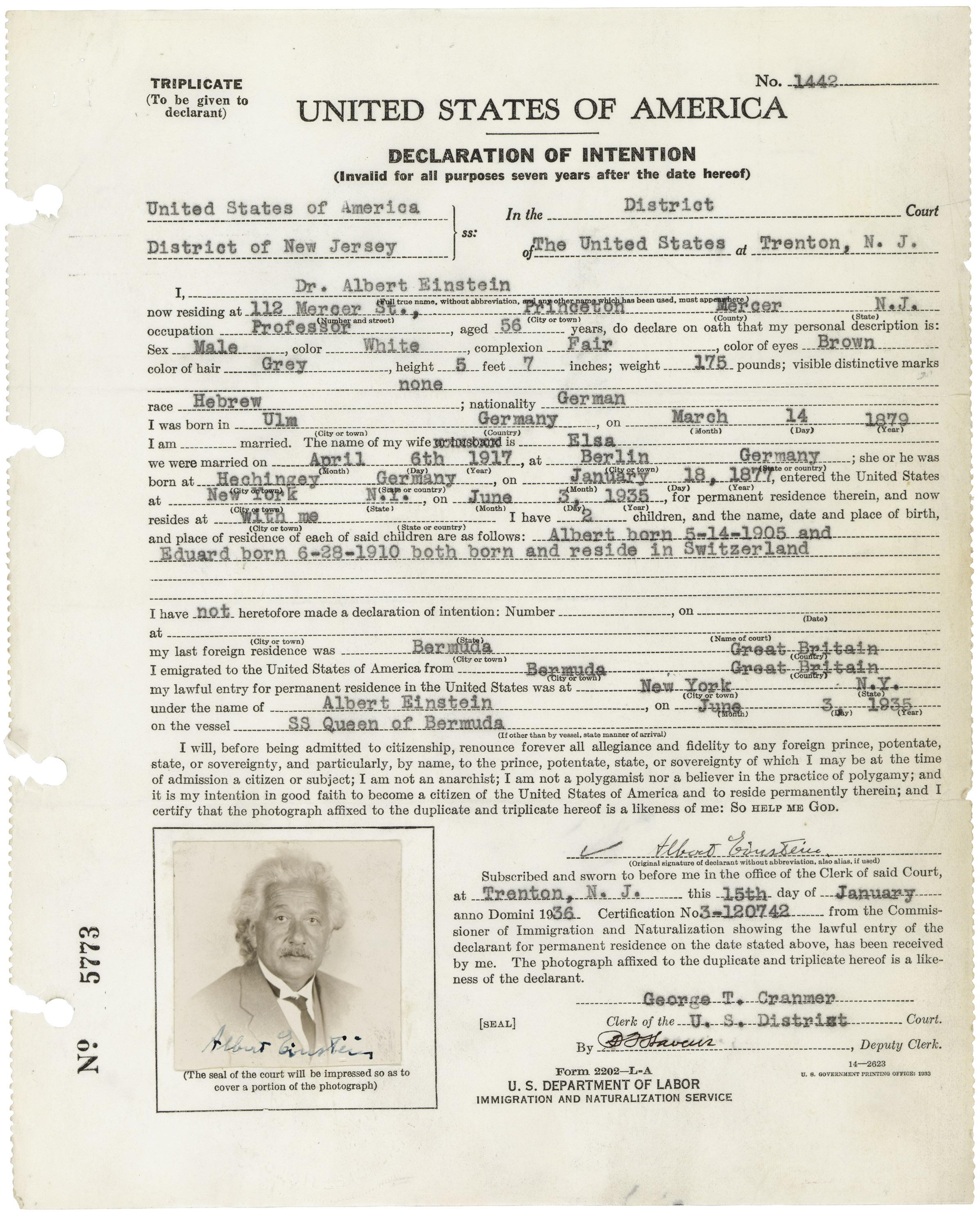
Modulo di domanda di naturalizzazione degli Stati Uniti presentato da Einstein

Nel gennaio del 1933, quando Adolf Hitler salì al potere, Einstein si trovava momentaneamente all'università di Princeton come professore ospite. Il 7 aprile dello stesso anno venne promulgata la "Legge della Restaurazione del Servizio Civile", a causa della quale tutti i professori universitari di origine ebraica furono licenziati; nell'ottobre del 1933, con l'intensificarsi delle persecuzioni antisemite, decise di trasferirsi negli Stati Uniti. Durante gli anni trenta, con i nazisti al potere, i premi Nobel Philipp von Lenard e Johannes Stark condussero una strenua campagna atta a screditare i suoi lavori, etichettandoli come "fisica ebraica", in contrasto con la "fisica tedesca" o "ariana". Nel 1944, a Rignano sull'Arno, la moglie e le figlie di suo cugino Robert furono uccise da un reparto delle SS, verosimilmente come rappresaglia nei suoi confronti. La strage, a cui si aggiunse l'anno seguente la perdita del cugino, morto suicida, colpì molto Einstein, che aveva acquisito la cittadinanza statunitense nel 1940 e che non rientrò più in Europa, rimanendo negli USA fino alla morte.
Oltre all'insegnamento e alle apparizioni in pubblico, presso l'Institute for Advanced Study di Princeton proseguì le sue ricerche, studiando anche alcuni problemi cosmologici e le probabilità delle transizioni atomiche. Negli ultimi anni di vita tentò di unificare la gravità e l'elettromagnetismo, le due forze fondamentali allora conosciute, sebbene si possa notare come fosse già iniziato lo studio della forza nucleare forte e della forza nucleare debole, quest'ultima per opera di Enrico Fermi. Nel 1950 descrisse la sua teoria di unificazione, rivelatasi poi parzialmente errata, in un articolo sulla rivista Scientific American.
Durante la sua permanenza a Princeton negli anni cinquanta del XX secolo Einstein strinse amicizia, pur avendo un temperamento estremamente diverso dal suo, con il matematico austriaco Kurt Gödel, mentre ebbe come vicino di ufficio il fisico-matematico ungherese John von Neumann. Nel 1952, quando il Presidente d'Israele Chaim Weizmann morì, l'allora Primo Ministro gli offrì l'incarico, ma egli rifiutò, spiegando di mancare sia dell'inclinazione sia delle esperienze necessarie.
Il 17 aprile del 1955 fu colpito da una improvvisa emorragia causata dalla rottura di un aneurisma dell'aorta addominale, che era stata già rinforzata precauzionalmente con un'operazione chirurgica nel 1948. Fu ricoverato all'ospedale di Princeton, dove morì alle ore 01:15 del 18 aprile 1955, a 76 anni.
Einstein aveva espresso verbalmente il desiderio di essere cremato, ma Thomas Stoltz Harvey, il patologo che effettuò l'autopsia, di propria iniziativa rimosse il cervello e lo conservò a casa propria, immerso nella formalina, in un barattolo sottovuoto per circa 40 anni. Il resto del corpo fu cremato e le ceneri furono disperse in un luogo segreto. Quando i parenti di Einstein furono messi al corrente, per il bene della scienza acconsentirono al sezionamento del cervello in 240 parti, da consegnare ad altrettanti ricercatori; la parte più grossa è custodita nell'ospedale di Princeton.

## Contributi scientifici
(da una lettera a Carl Seelig, 11 marzo 1952)

### Moto browniano

Moto browniano di particelle solide in acqua

Con il termine moto browniano si fa riferimento al moto disordinato, osservabile al microscopio, di particelle sufficientemente piccole (aventi diametro dell'ordine del micrometro) da essere sottoposte a una forza di gravità trascurabile, presenti in fluidi o sospensioni fluide (ad esempio il fumo). Il fenomeno fu scoperto agli inizi dell'Ottocento dal botanico scozzese Robert Brown, e modellizzato nel 1905 da Albert Einstein.
La tesi di dottorato di Einstein "Nuova determinazione delle dimensioni molecolari", una dissertazione di sole 24 pagine, fu pubblicata il 30 maggio 1905 e difesa all'Università di Zurigo il 15 gennaio 1906. Conteneva una trattazione quantitativa meccanico statistica del fenomeno. L'articolo sul moto browniano, datato 11 maggio 1905, costituiva uno sviluppo della sua tesi di dottorato. Un altro articolo sul moto browniano fu pubblicato il 19 dicembre 1905.
Il termine viene usato per indicare sia il fenomeno naturale sia la sua rappresentazione matematica, la quale può descrivere l'andamento temporale di una classe molto ampia di fenomeni casuali. Un'importante categoria di fenomeni rappresentabili con gli strumenti matematici del moto browniano è costituita dall'andamento dei mercati finanziari, come dimostrato sin dal 1900 dal matematico francese Louis Bachelier, nel suo lavoro Théorie de la spéculation.

### Relatività ristretta

Rappresentazione dello spazio tempo della relatività ristretta

La teoria della relatività ristretta, chiamata anche relatività speciale, fu presentata da Einstein con l'articolo Zur Elektrodynamik bewegter Körper (Sull'elettrodinamica dei corpi in movimento) del 1905, il cui obiettivo era conciliare il principio di relatività galileiano, che include il principio della composizione delle velocità, con le equazioni delle onde elettromagnetiche, nelle quali la velocità della luce è espressa come costante, ovvero è indipendente dal sistema di riferimento.
Precedentemente, al medesimo scopo, erano state proposte alcune teorie che ipotizzavano l'esistenza di un mezzo di propagazione delle onde elettromagnetiche, l'etere, che avrebbe dovuto costituire un sistema di riferimento privilegiato. Tuttavia, nessun esperimento era riuscito a misurare la velocità di un corpo rispetto all'etere. In particolare, grazie all'esperimento di Michelson-Morley, fu dimostrato che la velocità della luce è costante in tutte le direzioni indipendentemente dal moto della Terra, non risentendo del cosiddetto vento di etere. La teoria di Einstein ha scartato del tutto il concetto di etere, che non fa più parte della fisica.
I due postulati della teoria della relatività ristretta si possono così enunciare:
- Principio di relatività: le leggi della fisica sono invarianti in tutti i sistemi di riferimento inerziali;
- Invarianza della velocità luce: la luce si propaga nel vuoto a velocità costante {\displaystyle c}, indipendentemente dallo stato di moto della sorgente o dell'osservatore.

È possibile verificare che le trasformazioni di Lorentz soddisfano il secondo postulato: se per un osservatore in un sistema di riferimento inerziale la velocità della luce è c, tale sarà per un qualunque altro osservatore in un altro sistema di riferimento inerziale in movimento rispetto al primo. I due postulati possono quindi essere sintetizzati come:
- Le leggi della fisica sono invarianti per trasformazioni di Lorentz[56] in tutti i sistemi di riferimento inerziali.

Le leggi dell'elettromagnetismo, nella forma dell'elettrodinamica classica, non cambiano sotto le trasformazioni di Lorentz, quindi soddisfano il principio di relatività.

### Equivalenza massa-energia
Nel 1905 Einstein stabilì l'equivalenza massa-energia (ovvero che l'energia di un corpo a riposo è uguale alla sua massa moltiplicata per il quadrato della velocità della luce). Gli sviluppi di questa scoperta porteranno all'uso dell'energia nucleare sia per scopi bellici (bombe atomiche), sia per quelli civili e industriali (reattori nucleari), modificando non solo la storia della Fisica, ma quella del genere umano.
La massa relativistica {\displaystyle m}, definita come prodotto fra la massa a riposo {\displaystyle m_{0}} di un corpo e il fattore di Lorentz: 
{\displaystyle m=\gamma \,m_{0}}
fu introdotta da Hendrik Lorentz nel 1904, nel contesto della sua teoria dell'elettrone risalente al 1892. Lorentz rappresentò l'elettrone come una sfera carica, che subiva una contrazione delle lunghezze nella direzione del moto (contrazione di Lorentz). Produsse due equazioni per la massa “longitudinale” e “trasversale” dell'elettrone, dipendenti dalla velocità mediante il fattore 
{\displaystyle \gamma ={\frac {1}{\sqrt {1-(v/c)^{2}}}}}
oggi noto come fattore di Lorentz. La massa trasversale era equivalente a {\displaystyle \gamma \,m_{0}} mentre la massa longitudinale corrispondeva a {\displaystyle \gamma ^{3}m_{0}}.
L'articolo di Albert Einstein del 27 settembre 1905 sull'equivalenza tra massa ed energia fa riferimento solo alla massa a riposo {\displaystyle m_{0}} di un corpo in quiete, che emette radiazione in due direzioni opposte (per la conservazione della quantità di moto), diminuendo quindi la propria massa. Tale lavoro stabiliva l'equivalenza tra massa ed energia, e conteneva implicitamente la formula 
{\displaystyle E_{0}=m_{0}\,c^{2}}
ovvero l'energia di un corpo a riposo è uguale alla sua massa moltiplicata per il quadrato della velocità della luce.
Nel 1906 Einstein fornì una derivazione non relativistica, basata solo sulle leggi della meccanica e dell'elettromagnetismo, della formula pubblicata l'anno precedente. La dimostrazione utilizzava la scatola di Poincaré (introdotta da Henri Poincaré nel 1900) e il nuovo risultato risulta approssimato al prim'ordine in (v/c).
Nel 1907 Einstein tornò sulla derivazione relativistica dell'equivalenza massa-energia, a riprova del fatto che non considerasse quella del 1905 come definitiva. La formula che viene ricavata in diverse situazioni d'interesse fisico, scritta nel formalismo relativistico successivo al 1912, è
{\displaystyle m_{inv}={\frac {E_{0}}{c^{2}}}}
in cui si fa esplicito riferimento all'energia a riposo {\displaystyle E_{0}} e alla massa newtoniana, ovvero alla massa invariante {\displaystyle m_{inv}}.
La relazione {\displaystyle m=\gamma \,m_{0}} di Lorentz è prevista anche dalla teoria della relatività ristretta, ma non fu mai ricavata da Einstein in tale forma: 
{\displaystyle E} è l'energia totale, {\displaystyle m} la massa relativistica e {\displaystyle c} è la velocità della luce nel vuoto. Einstein non ha mai derivato questa relazione, almeno non con quella interpretazione del significato dei suoi termini. Egli ha costantemente messo in relazione l'“energia a riposo” di un sistema con la sua massa inerziale invariante.»
(Eugene Hecht, 2009)

### Effetto fotoelettrico

L'effetto fotoelettrico, correttamente interpretato da Einsten nel 1905

Einstein indagò le proprietà corpuscolari della luce e spiegò l'effetto fotoelettrico a partire dalle proprietà corpuscolari della radiazione elettromagnetica (1905). Per questo contributo riceverà il premio Nobel per la Fisica nel 1921.
L'effetto fotoelettrico è un fenomeno quantistico consistente nell'emissione di elettroni da una superficie metallica quando viene colpita da una radiazione elettromagnetica di frequenza non inferiore a un certo valore soglia caratteristico di ogni metallo (soglia fotoelettrica).
L'ipotesi quantistica di Einstein non fu accettata per diversi anni da una parte importante della comunità scientifica, tra cui Hendrik Lorentz, Max Planck e Robert Millikan (vincitori del Premio Nobel per la fisica, rispettivamente, nel 1902, 1918 e 1923), secondo i quali la reale esistenza dei fotoni era un'ipotesi inaccettabile, considerato che nei fenomeni di interferenza le radiazioni elettromagnetiche si comportano come onde. L'iniziale scetticismo di questi grandi scienziati dell'epoca non deve sorprendere dato che perfino Max Planck, che per primo ipotizzò l'esistenza dei quanti (anche se con riferimento agli atomi, che emettono e assorbono "pacchetti di energia"), ritenne, per diversi anni, che i quanti fossero un semplice artificio matematico e non un reale fenomeno fisico. Ma, successivamente, lo stesso Robert Millikan dimostrò sperimentalmente l'ipotesi di Einstein sull'energia del fotone, e quindi dell'elettrone emesso, che dipende soltanto dalla frequenza della radiazione, e nel 1916 effettuò uno studio sugli elettroni emessi dal sodio che contraddiceva la classica teoria ondulatoria di Maxwell.

### Quanti di luce e dualismo onda-particella
Il modello ondulatorio della luce, affermatosi nel corso del XIX secolo, sembrava ancora corretto agli inizi del XX secolo. Tuttavia nel 1905 Einstein, con un lavoro che gli valse il premio Nobel nel 1921, giustificò l'effetto fotoelettrico postulando l'esistenza di quanti di luce, particelle formate da "pacchetti" indivisibili e discreti di energia che nel 1926 saranno chiamati da Gilbert N. Lewis fotoni. Tale lavoro identificava quindi in un ente fisico (quanto di luce) il concetto puramente teorico (quanto di energia) introdotto da Max Planck nel 1900. Vi compariva l'equazione che lega l'energia {\displaystyle E} di un fotone con la frequenza {\displaystyle \nu } della luce:
{\displaystyle \ E=h\,\nu }
dove {\displaystyle h} è la costante di Planck.
Si aveva ora una duplice (ondulatoria secondo Maxwell, particellare secondo Einstein) e quindi problematica descrizione dei fenomeni luminosi. La natura corpuscolare della radiazione elettromagnetica fu definitivamente confermata nel 1922 dalla scoperta dell'effetto Compton.
Il dualismo onda-particella si manifestò con l'analisi statistica della radiazione di corpo nero fatta da Einstein nel 1909. La varianza {\displaystyle \sigma ^{2}({\bar {n}})} mostrava due termini, uno lineare e uno quadratico in {\displaystyle {\bar {n}}}, numero medio di quanti d'energia a frequenza {\displaystyle \nu } da attribuire a ciascun risonatore (atomo) responsabile dell'emissione o assorbimento di radiazione:
{\displaystyle \sigma ^{2}({\bar {n}})={\bar {n}}+{\bar {n}}^{2}}
Questa caratteristica apparve subito sconcertante perché era noto che i sistemi di particelle hanno una dipendenza lineare in {\displaystyle {\bar {n}}} della varianza:
{\displaystyle \sigma ^{2}({\bar {n}})={\bar {n}}}
mentre quelli formati da onde mostrano una dipendenza quadratica:
{\displaystyle \sigma ^{2}({\bar {n}})={\bar {n}}^{2}}
Lo spettro di radiazione del corpo nero, invece, si comportava statisticamente come un sistema sia particellare, sia ondulatorio. Einstein si accorse inoltre che tale caratteristica era ineliminabile: solo la presenza di entrambi i termini garantiva la conservazione dell'energia del sistema.

### Calori specifici dei solidi
In meccanica statistica e in fisica dello stato solido, il modello di Einstein è un modello sviluppato nel 1907 per calcolare il calore specifico di un solido. Si basa sull'ipotesi che gli atomi oscillino intorno alla loro posizione di equilibrio con una sola frequenza e che l'energia di oscillazione sia quantizzata. Tale modello tratta il solido come un aggregato di oscillatori isolati non interagenti tra loro, tutti con la stessa frequenza di risonanza.
Il modello di Einstein predice abbastanza correttamente la dipendenza ad alta temperatura del calore specifico molare. Tale modello coincide, ad alta temperatura, con il modello classico di Dulong-Petit:
il calore specifico molare risulta costante per tutti i solidi:
{\displaystyle c_{v}=3R\approx 25\;\;\mathrm {J/(mol\cdot K)} }
con {\displaystyle R} costante dei gas, che vale {\displaystyle R=8,314\;\;\mathrm {J/(mol\cdot K)} }.
A temperature inferiori il modello di Einstein non riproduce perfettamente i dati sperimentali. Tuttavia, nel limite {\displaystyle T\to 0}, anche con il modello di Einstein il calore specifico tende a zero. Tale modello è in contrasto con il modello di Debye, che tratta le vibrazioni del reticolo cristallino come fononi in una scatola.

### Emissione stimolata
Nell'ambito degli studi sull'interazione radiazione-materia, nel 1917 teorizzò il fenomeno dell'emissione stimolata. Tale lavoro è il presupposto teorico per il funzionamento dei dispositivi laser e maser, realizzati a partire dagli anni sessanta del XX secolo.
Si dice emissione stimolata il fenomeno quantistico per cui la radiazione elettromagnetica, oltre che eccitare un sistema, può anche stimolarne la diseccitazione. Infatti, se si applica la teoria perturbativa dipendente dal tempo a un sistema a due livelli si ottiene che la probabilità di transizione fra i due livelli è pari al 100% quando l'energia della radiazione incidente è pari alla differenza di energia fra i due livelli; se il sistema si trovava sul suo stato fondamentale si ha un fenomeno di assorbimento risonante della radiazione, ovvero l'onda viene assorbita e il sistema si eccita; se, al contrario, il sistema era già eccitato si disecciterà emettendo radiazione elettromagnetica alla stessa frequenza, e nella stessa direzione, di quella incidente.

### Relatività generale

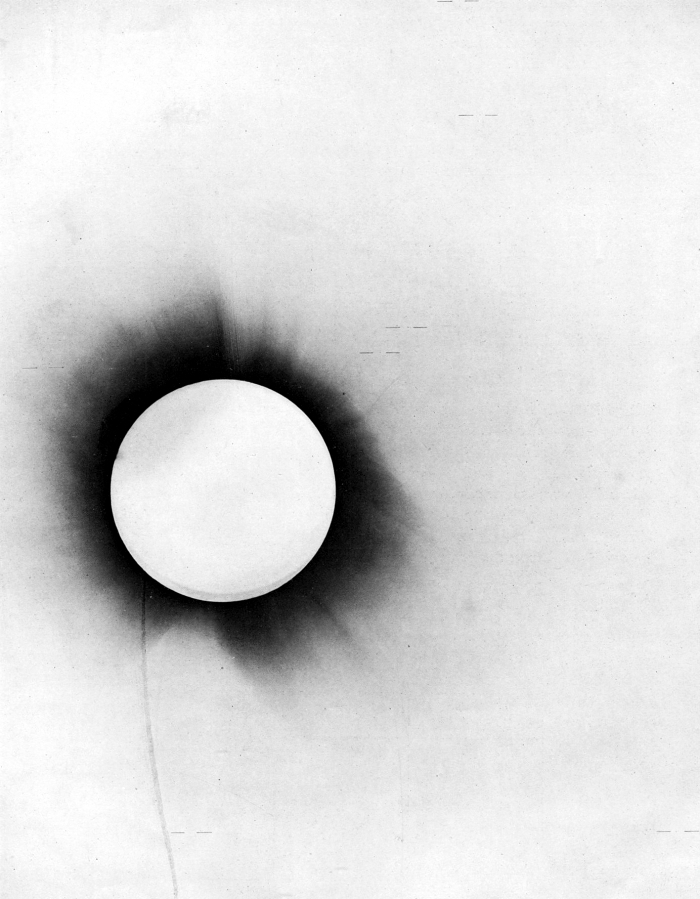
L'eclissi del 1919 che fornì una prova a sostegno della teoria della relatività generale

Nel 1915 Einstein propose una teoria relativistica della gravitazione, denominata relatività generale, che descriveva le proprietà dello spaziotempo a quattro dimensioni: secondo tale teoria la gravità non è altro che la manifestazione della curvatura dello spaziotempo. La teoria venne presentata in una serie di lezioni tenutesi all'Accademia Prussiana delle Scienze a partire dal 25 novembre 1915, dopo una lunga fase di elaborazione. Un'annosa polemica contrappose il matematico tedesco David Hilbert ed Einstein riguardo alla pubblicazione delle equazioni di campo. Tuttavia, alcuni documenti attribuiscono con una certa sicurezza il primato a Einstein.
Il fondamento della relatività generale è l'assunto, noto come principio di equivalenza, che un'accelerazione sia indistinguibile localmente dagli effetti di un campo gravitazionale, e dunque che la massa inerziale sia uguale alla massa gravitazionale. Gli strumenti matematici necessari a sviluppare la teoria della relatività generale erano stati introdotti in precedenza da Gregorio Ricci Curbastro, che sostanzialmente introdusse quello che oggi è noto come calcolo tensoriale.
Einstein dedusse le equazioni del moto da quelle della relatività speciale valide localmente nei sistemi inerziali; dedusse inoltre il modo in cui la materia curva lo spaziotempo imponendo l'equivalenza di ogni possibile sistema di riferimento (da cui il nome di "relatività generale").
In particolare, il potenziale gravitazionale newtoniano viene reinterpretato come l'approssimazione, per campo debole, della componente temporale del tensore metrico: da questo discende il fatto che il tempo scorre più lentamente in un campo gravitazionale più intenso. Alla pubblicazione, la teoria venne accolta con scetticismo da parte della comunità scientifica, perché derivata unicamente da ragionamenti matematici e analisi razionali, e non da esperimenti e osservazioni.
Nel 1920 le predizioni della relatività generale furono confermate dalle misurazioni dell'astrofisico Arthur Eddington effettuate durante un'eclissi solare, che verificarono che la luce emanata da una stella era deviata dalla gravità del Sole. Le osservazioni ebbero luogo il 29 maggio del 1919 a Sobral, in Brasile, e nell'isola di Príncipe, nello Stato di São Tomé e Príncipe. Da allora esperimenti sempre più precisi hanno confermato le predizioni della teoria, prevalentemente nell'ambito dell'astronomia (precessione del perielio di Mercurio e lenti gravitazionali).
I limiti della relatività generale riguardano essenzialmente il trattamento degli stati della materia nei quali le interazioni gravitazionali e quantistiche arrivano ad avere lo stesso ordine di grandezza, fino alle singolarità gravitazionali. Tra le evoluzioni teoriche prospettate, le più note e investigate sono la teoria delle stringhe e la gravitazione quantistica a loop.

### Statistica di Bose-Einstein
La statistica di Bose-Einstein, anche detta distribuzione di Bose-Einstein o abbreviata in statistica B-E, determina la distribuzione statistica (relativa agli stati energetici all'equilibrio termico) di un sistema di bosoni, nell'ipotesi che siano identici e indistinguibili tra loro. Introdotta nel 1920 da Satyendra Nath Bose per i fotoni, ed estesa agli atomi da Albert Einstein nel 1924, rappresenta, insieme alla statistica di Fermi-Dirac per i fermioni, l'aggiornamento quantistico della classica statistica di Maxwell-Boltzmann.
La trattazione quantistica delle particelle si applica quando la distanza tra le particelle si avvicina alla loro lunghezza d'onda termica di de Broglie, cioè quando le funzioni d'onda associate alle particelle si incontrano in zone nelle quali hanno valori non trascurabili, ma non si sovrappongono.
I bosoni, non seguendo il principio di esclusione di Pauli, possono occupare in numero illimitato lo stesso stato energetico contemporaneamente e, a basse temperature, tendono ad ammassarsi nello stesso livello di bassa energia formando un condensato di Bose-Einstein. La statistica di Bose-Einstein è particolarmente utile nello studio dei gas e costituisce, con statistica di Fermi-Dirac, la base della teoria dei semiconduttori e dell'elettronica.

### Spiegazione dei meandri fluviali

In quest'illustrazione è mostrato in blu il flusso secondario, che fa convergere le foglie sul fondo verso il centro della tazza.

Con l'espressione effetto tazza di tè s'indica quel fenomeno per cui particelle significativamente più pesanti del liquido in cui sono immerse si spostano verso il centro di rotazione del liquido, quando quest'ultimo viene posto all'interno di un contenitore tendenzialmente rotondeggiante e fatto roteare su se stesso. Tale fenomeno deve il suo nome al cosiddetto paradosso delle foglie di tè, citato da Albert Einstein in un suo articolo del 1926 inerente alla formazione dei meandri dei fiumi. Il fisico tedesco faceva notare come le foglie di tè, in una tazza della stessa bevanda, si spostassero verso il centro del fondo della tazza dopo che la bevanda era stata mescolata, piuttosto che rimanere costrette ai bordi della stessa, come ci si sarebbe aspettato in una centrifuga a spirale.
La spiegazione fisica del fenomeno fu data per la prima volta nel 1877 da James Thomson, il quale, nel cercare un'origine alla formazione dei meandri nei corsi dei fiumi, collegò correttamente l'aspetto del flusso secondario (vedi figura) con l'attrito sul fondo. Il flusso secondario è determinato dalla differenza tra l'effettivo flusso tridimensionale che si sviluppa in un canale e un flusso bidimensionale di riferimento. Lo spostamento di particelle vicine al fondo nei flussi dei meandri fluviali fu poi studiato sperimentalmente da A. Ya. Milovich nel 1913.
Tuttavia si dovette aspettare il 1926 perché Albert Einstein fornisse una spiegazione esaustiva al perché tutti i fiumi, in misura più o meno marcata, sviluppano un percorso tortuoso piuttosto che essenzialmente rettilineo. Lo fece chiamando in causa l'erosione degli argini fluviali e le ragioni alla base di essa, nonché svelando il motivo del curioso e quasi paradossale movimento delle foglie di tè in una tazza della stessa bevanda, subito dopo il mescolamento.

### Paradosso EPR
Il paradosso di Einstein-Podolsky-Rosen (paradosso EPR) è un esperimento mentale con cui Albert Einstein, Boris Podolsky e Nathan Rosen dimostrarono che dalla meccanica quantistica deriva il fenomeno dell'entanglement, considerato paradossale perché ritenuto incompatibile con la relatività ristretta (che considera la velocità della luce la massima alla quale può viaggiare qualunque tipo d'informazione) e, più in generale, con il principio di località. Da ciò scaturì la loro convinzione che la teoria quantistica fosse incompleta, ovvero dovesse comprendere delle variabili nascoste.
I tre autori proposero il loro esperimento mentale nell'articolo del 1935 "La descrizione quantistica della realtà fisica può ritenersi completa?". Intendevano dimostrare che, per conservare il principio di località, ritenuto requisito imprescindibile, la meccanica quantistica deve necessariamente essere incompleta. 
Cinque mesi dopo, Niels Bohr rispose all'argomento di EPR con un articolo intitolato allo stesso modo. La posizione di Bohr fu a lungo considerata come ulteriore vittoria del suo scontro con Einstein, benché oggi si riconosca che essa fosse oscura e non soddisfacente.
Sempre nel 1935, Erwin Schrödinger pubblicò l'articolo in cui descrive il famoso paradosso del gatto, cercando di chiarire l'idea della sovrapposizione di stati nella meccanica quantistica. Si deve a David Bohm, nel 1951, una riformulazione del paradosso in termini più facilmente verificabili.
Il paradosso EPR descrive un effetto fisico che ha aspetti paradossali: se in un sistema quantistico ipotizziamo alcune deboli e generali condizioni, come realismo, località e completezza, ritenute ragionevolmente vere per qualunque teoria che descriva la realtà fisica senza contraddire la relatività, giungiamo a una contraddizione. Da notare che, di per sé, la meccanica quantistica non è intrinsecamente contraddittoria, né in contrasto con la relatività.
Benché proposto originariamente per mettere in luce l'incompletezza della meccanica quantistica, ulteriori sviluppi teorici e sperimentali seguiti all'articolo originale (come il teorema di Bell e l'esperimento sulla correlazione quantistica di Aspect) hanno portato gran parte dei fisici a considerare il paradosso EPR solo un esempio di come la meccanica quantistica contrasti con le nostre esperienze del mondo macroscopico.

### Teoria del campo unificato
Tentativi di unificare la gravità con l'elettromagnetismo vengono datati almeno agli esperimenti di Michael Faraday del 1849–50. Dopo che la teoria della gravità di Einstein (relatività generale) venne pubblicata nel 1916, la ricerca di una teoria del campo unificato che combinasse la gravità con l'elettromagnetismo cominciò a riscuotere interesse. All'epoca sembrava plausibile che non esistessero altre forze fondamentali. I principali fisici coinvolti furono Gunnar Nordström, Hermann Weyl, Arthur Eddington, Theodor Kaluza, Oskar Klein.
Con la relatività ristretta e generale, Einstein teorizzò che per lo spaziotempo in cui si manifestano campo elettromagnetico e campo gravitazionale dovesse essere formulata una teoria del campo unificato in grado di conciliare il campo elettromagnetico, non ancora descritto in termini geometrici, con il campo gravitazionale, descritto come una variazione della geometria dello spaziotempo circostante.
Einstein stesso suggerì che la relatività generale non fosse una teoria ultima e che la strada verso una teoria del campo unificato fosse lo studio delle proprietà geometriche dello spaziotempo e l'estensione a n dimensioni di tale costruzione geometrica. Nei suoi ultimi anni, Einstein fu intensamente impegnato a trovare tale teoria unificatrice ma i suoi sforzi non furono coronati dal successo
La ricerca di una teoria universale fu interrotta dalla scoperta delle forze nucleari forte e debole, che non potevano essere incluse né nella gravità né nell'elettromagnetismo. Un ulteriore ostacolo fu l'accettare che la meccanica quantistica dovesse essere incorporata dall'inizio, anziché emergere come conseguenza di una teoria deterministica unificata, come aveva sperato Einstein.
Il lavoro di unificazione s'incentrò, per gran parte del XX secolo, sulla comprensione delle tre forze quantizzabili: l'elettromagnetismo e le forze nucleari debole e forte. Le prime due furono unificate nel 1967–68 da Sheldon Glashow, Steven Weinberg, e Abdus Salam come "forza elettrodebole". Le forze forti ed elettrodeboli coesistono pacificamente nel modello standard della fisica particellare, ma rimangono distinte. Diverse teorie della grande unificazione sono state proposte per unificarle. Anche se le più semplici di tali teorie sono state sperimentalmente escluse, la possibile esistenza di una supersimmetria rimane al centro delle ricerche dalla comunità dei fisici teorici.

## Pensieri

### Einstein filosofo

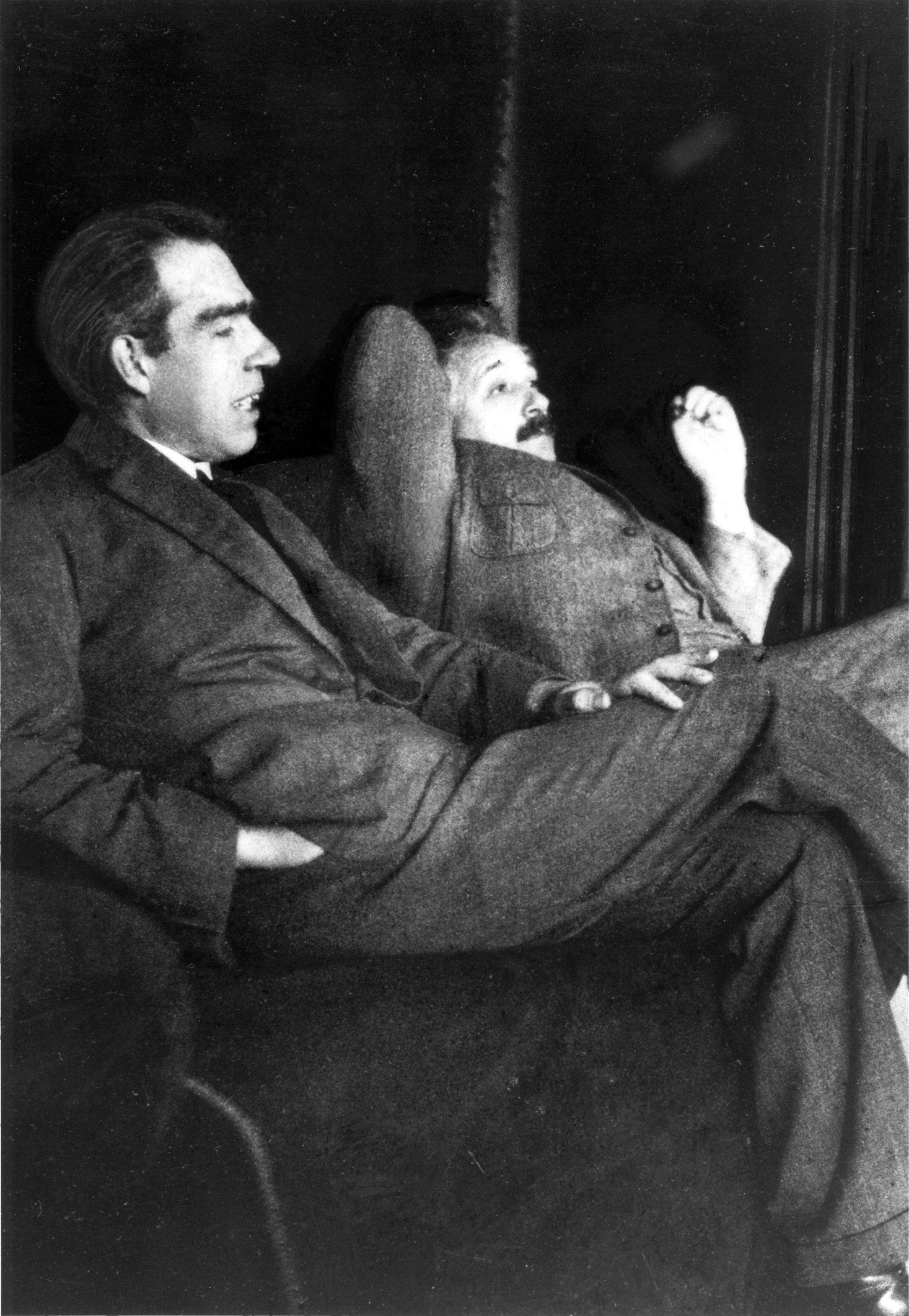
Einstein e Bohr

Sebbene i contributi principali di Einstein siano relativi alla fisica, è indubbio che egli nutrisse un sincero interesse per la filosofia: nella sua vita studiò scritti di carattere filosofico fin dagli anni del liceo (da quando per la prima volta lesse un libro di Kant). Tuttavia egli non si considerò mai un filosofo nel senso stretto del termine: il suo, più che un sistema filosofico, venne definito da Reichenbach un «atteggiamento filosofico».
Nel 1924 contribuì con un breve scritto introduttivo all'edizione del poema di Tito Lucrezio Caro, De rerum natura, curata da Hermann Diels.

Come pensatore e filosofo, era mosso da una profonda ammirazione per i sistemi di Spinoza e Schopenhauer. Del primo era particolarmente affascinato dalla concezione olistica, cioè dall'idea del cosmo come di un tutto ordinato secondo le leggi di un'entità panica impersonale, mentre del secondo condivideva la visione disincantata dell'umanità. In tutta la sua produzione saggistica si può notare come lo stile einsteiniano, lineare e al contempo vibrante e ricco di passi altamente suggestivi, sia avvicinabile a quello di alcuni testi del filosofo tedesco, quali i caustici aforismi. Nell'ambito della filosofia della scienza, egli affermò l'importanza nei suoi studi dell'opera di David Hume e dell'epistemologia di Ernst Mach, da cui tuttavia si distaccò nella maturità. Smentì invece una sua presunta adesione al positivismo: 
(Brian, Einstein: a life, 1996)
Einstein sostenne in più occasioni l'importanza dell'epistemologia nella scienza contemporanea (tanto che negli ultimi anni di vita affermò «La scienza senza epistemologia, se pure si può concepire, è primitiva e informe») ed egli stesso accompagnò il suo lavoro scientifico con una chiara posizione epistemologica, fino ad arrivare a parlare nella sua Autobiografia scientifica di un «credo epistemologico». In esso egli distingue la totalità delle esperienze sensibili (ovvero i dati offerti dalla natura) dall'insieme dei concetti e delle proposizioni di cui fa uso la scienza (cioè la costruzione teorica); il compito del pensiero logico riguarda solo la parte della costruzione teorica, che però a sua volta assume significato solo dalla connessione, puramente intuitiva e non di carattere logico, con le esperienze sensibili. In altre parole, per Einstein il sistema dei concetti e delle proposizioni di cui fa uso la scienza è una semplice creazione umana che però assume valore e contenuto solo nel momento in cui permette il più possibile di collegare e connettere tra loro i dati sperimentali con la maggiore "economia" (o semplicità) di termini e proposizioni stesse.
Alcuni autori hanno evidenziato la rilevanza del pensiero epistemologico di Einstein, come elemento che avrebbe favorito lo scienziato nel formulare un'immagine robusta e coerente della realtà fisica. La sua fiducia nell'intelligibilità dell'universo lo portò a una concezione rigorosamente deterministica, convincendolo che «Dio non gioca ai dadi» in opposizione ai risultati intrinsecamente probabilistici della meccanica quantistica, cui diede comunque indirettamente importanti contributi.
Celebre è il carteggio che Einstein intrattenne con Sigmund Freud negli anni trenta, in cui s'interroga sul Perché la guerra, ottenendo come risposta dal fondatore della psicoanalisi che essa dipende dalla natura intrinsecamente aggressiva dell'animo umano. Altrettanto celebre è la sua raccolta di saggi Come io vedo il mondo.

### La visione politica
Einstein era intransigente come scienziato, così come persona; nel 1913 rifiutò di firmare un manifesto a favore della guerra che gli veniva proposto da un buon numero di scienziati tedeschi.
Risponde a questa proposta con un rischioso Appello agli Europei firmato con lo psicologo Georg Friedrich Nicolai nel 1914, in cui invitò a rifiutare le logiche guerrafondaie proponendo invece di unire gli sforzi per un'Europa unita.
L'autorevolezza di Einstein si fece sentire inoltre non solo nel campo della fisica, ma anche in ambito sociale, politico e culturale, in particolare sul tema della non violenza di Gandhi:

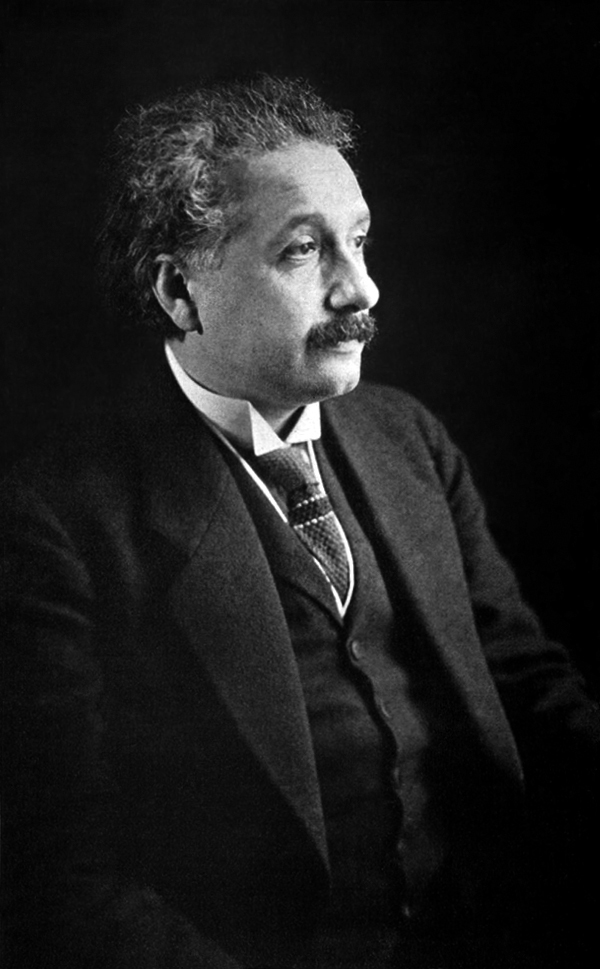
Albert Einstein nel 1921

Einstein si considerò sempre un pacifista e un umanista, e negli ultimi anni della sua vita, anche socialista. Descrivendo il Mahatma Gandhi, Albert Einstein disse «Le future generazioni difficilmente potranno credere che qualcuno come lui sia stato sulla terra in carne e ossa».
«Gandhi, il più grande genio politico del nostro tempo, ci ha indicato la strada da percorrere. Egli ci ha mostrato di quali sacrifici l'uomo sia capace una volta che abbia scoperto il cammino giusto».
«Dovremmo sforzarci di fare le cose allo stesso modo: non utilizzando la violenza per combattere per la nostra causa, ma non-partecipando a qualcosa che crediamo sia sbagliato».
Come Gandhi, inoltre, Einstein si fece assertore del valore etico e salutistico del vegetarianismo, abbracciando egli stesso questo stile alimentare.
L'FBI raccolse un fascicolo di 1427 pagine sulla sua attività e raccomandò che gli fosse impedito di emigrare negli Stati Uniti secondo lo Alien Exclusion Act, aggiungendo che, insieme con altri addebiti, Einstein credeva, consigliava, difendeva o insegnava una dottrina che, in senso legale, era stata ritenuta dai tribunali, in altri casi, « [...] capace di permettere all'anarchia di progredire indisturbata» e che portava a « [...] un governo solo di nome». Aggiunse anche che Einstein « [...] era stato membro, sostenitore o affiliato a 34 movimenti comunisti tra il 1937 e il 1954» e che « [...] inoltre lavorò come presidente onorario in tre organizzazioni comuniste».

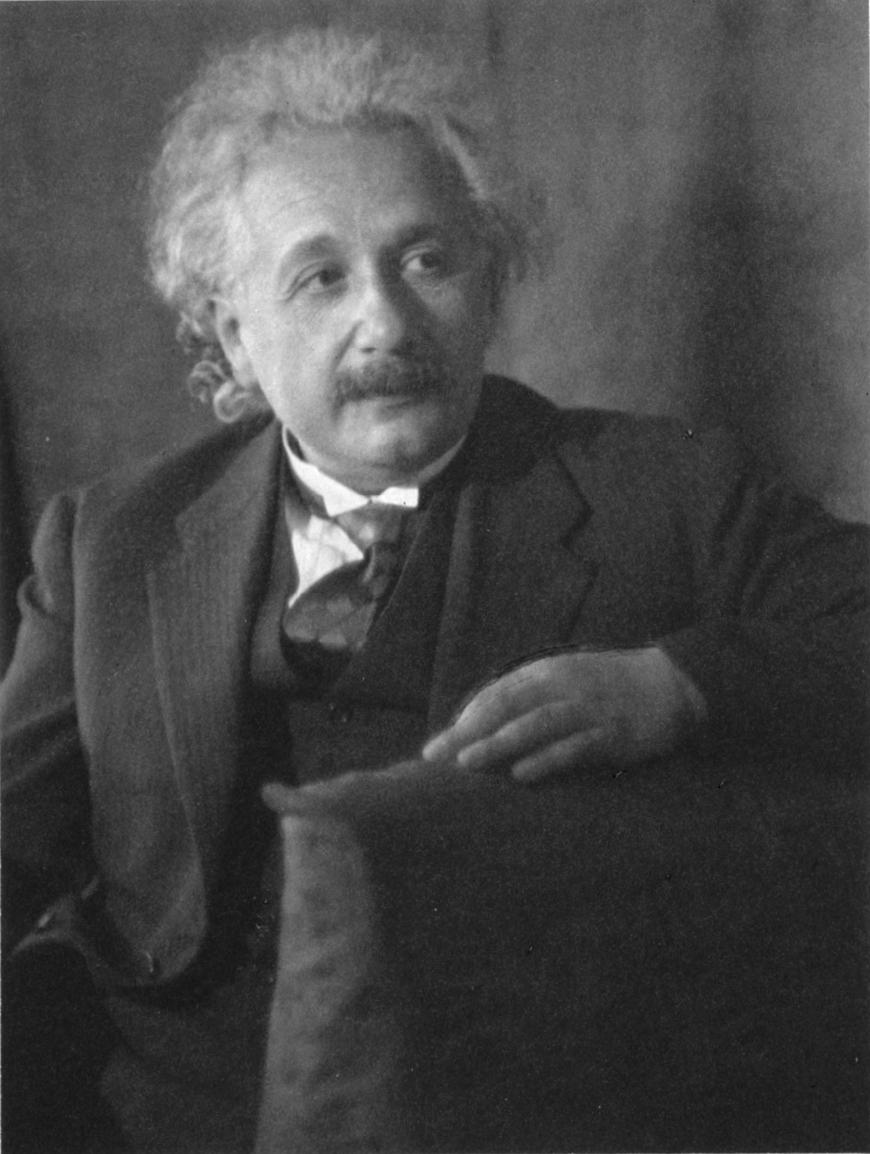
Albert Einstein nel 1931

Einstein si oppose ai governi dittatoriali e per questo motivo (e per le sue origini ebraiche) abbandonò la Germania subito dopo la presa del potere da parte del partito nazista. Il 30 gennaio 1933 lo scienziato era in viaggio di ritorno in Germania dopo un soggiorno negli Stati Uniti; appresa la notizia dell'ascesa di Adolf Hitler mentre si trovava in Belgio, dopo qualche esitazione decise di interrompere il viaggio e ritornare oltre Atlantico su invito dell'Institute for Advanced Study a Princeton.
Tra i vari aneddoti su Einstein ricorre spesso quello secondo cui quando espatriò negli Stati Uniti, sulla richiesta di dichiarare la sua razza d'appartenenza, avrebbe risposto "umana". Nessun dato reale sembra supportarlo; nell'unico documento sul suo passaggio per Ellis Island risulta invece registrato come ebreo.
In principio fu favorevole alla realizzazione della bomba atomica al fine di prevenirne la costruzione da parte di Hitler e per questo scrisse anche una lettera (del 2 agosto del 1939 probabilmente scritta da Leó Szilárd) al presidente Roosevelt, incoraggiandolo a iniziare un programma di ricerca scientifico-tecnologica per sfruttare l'energia nucleare a scopi civili, dichiarando nella lettera per il presidente che essa poteva essere utilizzata anche per creare delle bombe molto potenti. Roosevelt rispose creando un comitato per studiare la possibilità di usare l'uranio come arma nucleare. Successivamente il Progetto Manhattan assorbì tale comitato.

Einstein, insieme con Albert Schweitzer e Bertrand Russell, combatté contro i test e le sperimentazioni militari della bomba atomica. Successivamente invece non fu ascoltato quando, nel 1945, si oppose al lancio della stessa bomba sul Giappone. Insieme con Russell firmò il Manifesto Russell-Einstein, che dette vita alla Pugwash Conferences on Science and World Affairs; tuttavia, dopo la guerra, Einstein fece pressioni per il disarmo nucleare e per l'istituzione di un governo mondiale. È a lui attribuita la frase:
Non fu un sostenitore del sionismo, anche se sostenne l'insediamento ebraico nell'antica sede del giudaismo, e fu attivo nell'istituzione dell'Università Ebraica di Gerusalemme, in cui pubblicò (1930) un volume intitolato About Zionism: Discorsi e Conferenze del Professor Albert Einstein e a cui donò i suoi scritti. D'altra parte si oppose al nazionalismo ed espresse scetticismo rispetto alla soluzione di uno Stato-nazione ebraico, preferendo la soluzione "binazionale" (binational solution), ovvero la creazione di un unico Stato, ma con il riconoscimento di cittadinanza e pari diritti per tutti gli abitanti, a prescindere da etnia o religione. Insieme con altri intellettuali ebrei (tra cui Hannah Arendt) il 4 dicembre 1948 scrisse una lettera al New York Times in cui veniva fortemente criticata la visita negli Stati Uniti di Menachem Begin, definendo i metodi e l'ideologia del suo partito "Tnuat Haherut" (formato dopo lo scioglimento ufficiale dell'Irgun) come ispirati a quelli dei partiti nazisti. Nel 1950, con altre illustri personalità, s'impegnò inutilmente per la salvezza di Milada Horáková, condannata a morte dal regime comunista cecoslovacco. In tarda età (1952) gli fu offerto il posto di secondo capo di Stato del nuovo Stato di Israele, ma declinò l'invito con la giustificazione di non avere le capacità necessarie.

#### Einstein e il socialismo

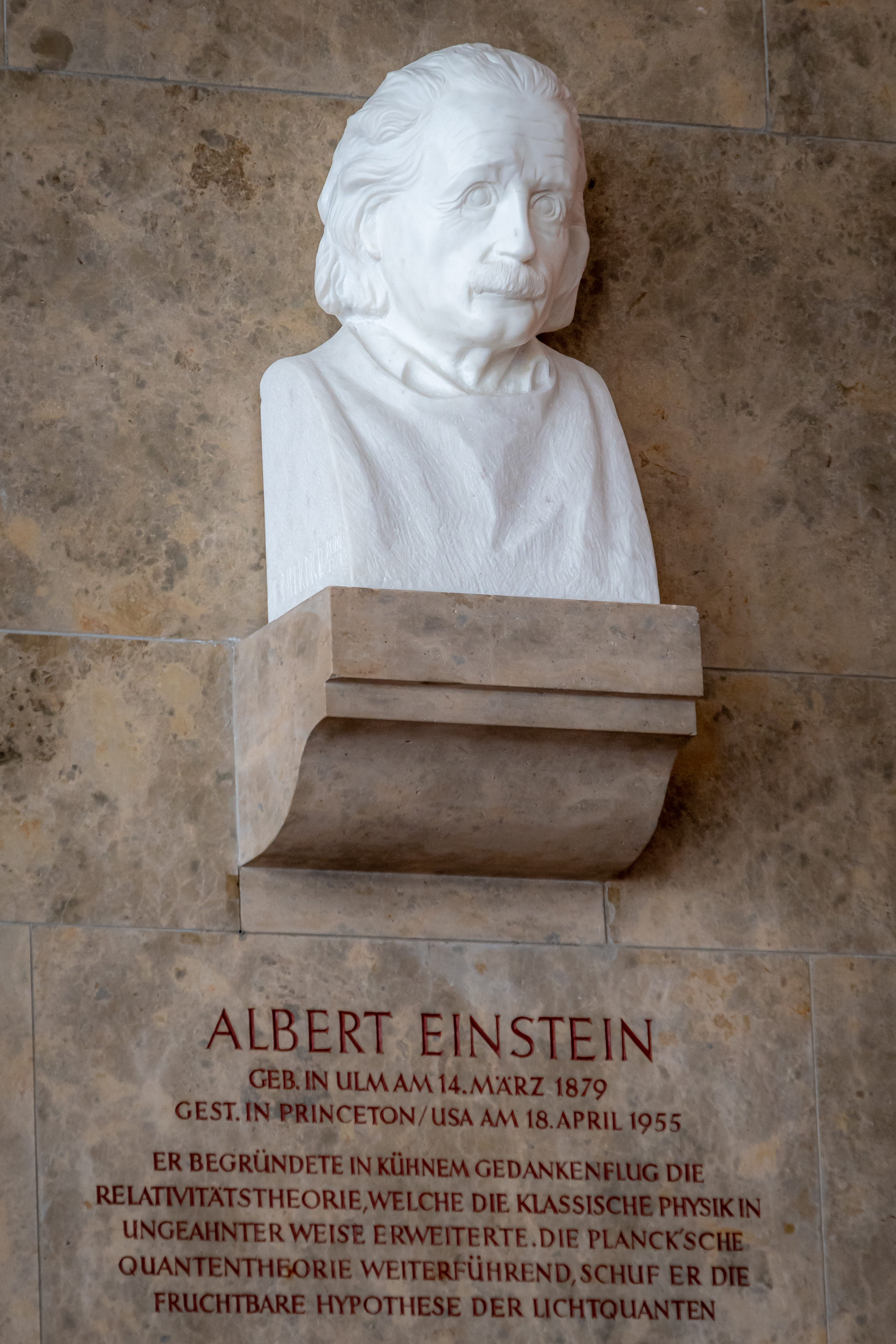
Busto di Albert Einstein al Deutsches Museum di Monaco di Baviera

Scrisse nel 1929: 
Nell'articolo del 1949 Perché il socialismo?, Albert Einstein descrisse il disordine economico della società capitalistica moderna come fonte di un male da superare. Egli era contrario ai regimi totalitari dell'Unione Sovietica e di altri paesi, ma era favorevole a un socialismo democratico che combinasse un'economia pianificata con un profondo rispetto per i diritti umani. Difatti per Einstein il vero scopo del socialismo era precisamente di superare e andare al di là della "fase predatoria dello sviluppo umano", per anticipare un modello di società nuovo che conciliasse il benessere del singolo individuo con quello della comunità intera.

### La visione religiosa

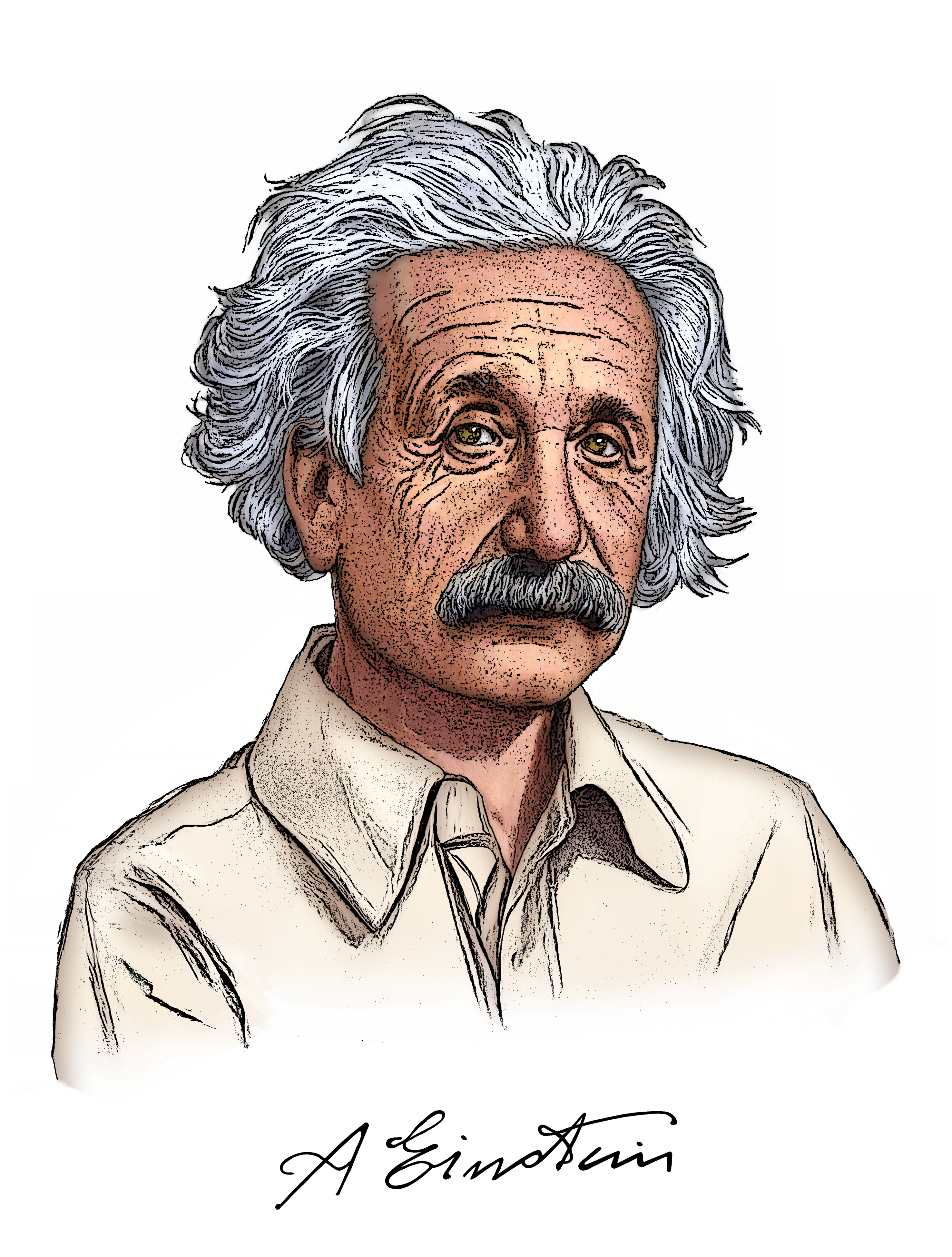
Albert Einstein, Fisico, 1879-1955, Grafico: Heikenwaelder Hugo, 1999

Einstein nacque in una famiglia ebraica ma laica, e in età adulta rifiutò l'idea di un Dio personale (ritenendola una forma di antropomorfismo) tipica della concezione giudaico-cristiana, come testimonia una lettera personale nel 1954, dove scriveva:
E ancora, sulla morte:
In una sua lettera manoscritta datata 3 gennaio 1954 (quindici mesi prima della morte) indirizzata al filosofo Eric Gutkind, che gli aveva inviato una copia di un suo libro sulla Bibbia, Einstein ribadisce ancora le sue concezioni scrivendo:
Questa missiva, acquistata all'asta nel 1955 da un privato e rimasta per molto tempo sconosciuta, è stata venduta a Londra il 15 maggio 2008 per 214.000 euro dalla casa d'aste Bloomsbury.
Era affascinato dal panteismo di Spinoza («Io credo nel Dio di Spinoza che si rivela nella ordinaria armonia di ciò che esiste, non in un Dio che si preoccupa del fato e delle azioni degli esseri umani»), ma rifiutava l'etichetta di panteista. Una volta in risposta alla domanda: «Lei crede nel Dio di Spinoza?», Einstein rispose così:
(Brian, Einstein a life, 1996, p. 127)
La posizione di Einstein verso la religione ammette una 'attitudine religiosa' dinanzi al mistero e alla bellezza della natura, un'attitudine che però, come sopra accennato, appare piuttosto differente da un'impostazione tradizionale di tipo ebraico-cristiana. Albert Einstein sembra infatti rigettare, pur rifiutando esplicitamente l'ateismo, una concezione di Dio personale, come testimoniato dal seguente passaggio tratto da Il Mondo come io lo vedo (1934):
Fu accusato di ateismo dal vescovo di Boston O'Connell, che lo accusò altresì di corrompere la morale attraverso queste sue idee. In realtà Einstein non aveva nemmeno una grande opinione dell'ateismo militante:
E ancora:
E qui sta il punto debole dei positivisti e degli atei di professione, che si sentono paghi per la coscienza di avere con successo non solo liberato il mondo da Dio, ma persino di averlo privato dei miracoli. La cosa curiosa, certo, è che dobbiamo accontentarci di riconoscere il "miracolo", senza poter individuare una via legittima per andar oltre. Capisco che devo ben esplicitare quest'ultima considerazione in modo che non ti venga in mente che, indebolito dall'età, io sia divenuto vittima dei preti.»
In una lettera del 24 gennaio 1936 che egli scrisse in risposta a un bambino, che gli aveva chiesto se anche gli scienziati pregassero e per che cosa, dopo aver detto che per uno scienziato ogni evento è riconducibile alle leggi di natura e quindi non risulta influenzabile dalla preghiera, aggiunse: "Però, chiunque sia seriamente impegnato nella ricerca della scienza si convince che un qualche spirito, molto superiore a quello dell‘uomo, è manifesto nelle leggi dell`universo." (Albert Einstein, Dear Professor Einstein. Albert Einstein`s letters to and from Children, ed. by Robert Schulmann, Prometheus Book, New York 2002, p. 129).
Sebbene fosse ebreo, Einstein ammirava molto la figura storica di Gesù:
– Da bambino ho ricevuto un'istruzione sia sul Talmud che sulla Bibbia. Sono un ebreo, ma sono affascinato dalla figura luminosa del Nazareno.

– Ha mai letto il libro di Emil Ludwig su Gesù?

– Il libro di Ludwig è superficiale. Gesù è una figura troppo imponente per la penna di un fraseggiatore, per quanto capace. Nessun uomo può disporre della cristianità con un bon mot.

– Accetta il Gesù storico?

– Senza dubbio! Nessuno può leggere i Vangeli senza sentire la presenza attuale di Gesù. La sua personalità pulsa a ogni parola. Nessun mito può mai essere riempito di una tale vita.»
Riguardo alla relazione tra scienza e religione egli nel 1950 in Out of My Later Years, scrive: «La scienza senza la religione è zoppa, la religione senza la scienza è cieca». E ancora: «La scienza, contrariamente a un'opinione diffusa, non elimina Dio. La fisica deve proporsi non solo di sapere com'è la natura, ma anche di sapere perché la natura è così e non in un'altra maniera, con l'intento di arrivare a capire se Dio avesse davanti a sé altre scelte quando creò il mondo».
Circa la chiesa cattolica durante la seconda guerra mondiale, a Einstein è stata attribuita questa posizione riportata a pagina 38 del numero del Time del dicembre 1940:
Einstein sapeva dell'articolo del Time Magazine in cui era citata la sua affermazione e sulla quale alcuni chiedevano maggiori dettagli, ma non scrisse mai alla rivista per farla rettificare, anzi c'è una sua lettera del 1943, autenticata dall'esperta Catherine Williamson, in cui lui stesso dice che l'affermazione riportata dal Time Magazine è riconducibile a una sua dichiarazione, anche se lui era stato un po' più moderato. In una lettera successiva rifiuta tuttavia la paternità di questa frase, sostenendo che la sua dichiarazione fu travisata e modificata a tal punto da non poterla più riconoscere come sua. Inoltre specifica che la citazione non riflette il suo pensiero generale riguardo alla Chiesa.
Il diplomatico e studioso ebreo Pinchas Lapide riporta nei suoi testi un'altra versione della frase pubblicata sul Time, comunque molto simile:
Nel complesso Einstein aveva una concezione religiosa sui generis, il cui carattere è ancora oggetto di discussione tra gli studiosi, incentrata sull'idea che l'universo è determinato da leggi che il pensiero umano può scoprire e comprendere. In questo senso la sua concezione religiosa aveva anche aspetti fideistici, perché riconosceva che non si danno argomenti razionali che possano giustificare incontrovertibilmente come l'universo sia, a priori, governato da leggi scientifiche e comprensibile alla mente umana.
La posizione di Einstein su Dio è stata largamente strumentalizzata dagli opposti partiti della disputa teismo/ateismo. Certo è che Einstein rifuggiva da qualunque facile definizione; senz'altro, espresse rispetto per i valori religiosi adottati dalle tradizioni ebraiche e cristiane, pur non condividendone la concezione del divino. Per concludere, la posizione religiosa più in linea con le sue idee è il deismo, quanto aveva una sua religiosità, ma allo stesso tempo rifiutava il dogmatismo delle religioni rivelate.

## Riconoscimenti
- Nel 1921 gli fu assegnato il Premio Nobel per la Fisica.
- Nel 1926 gli fu assegnata la Medaglia d'Oro della Royal Astronomical Society.

A Einstein sono stati dedicati:
- l'elemento chimico einsteinio.
- la Medaglia Albert Einstein, che dal 1979 viene consegnata al fisico che si sia particolarmente distinto nel suo ambito di ricerca.
- il Premio Einstein dell'American Physical Society.[115]
- l'asteroide 2001 Einstein.
- il cratere Einstein sulla Luna.
- l'unità di misura Einstein per l'energia raggiante.
- l'osservatorio astronomico Torre Einstein.

## Opere
- Relatività. Esposizione divulgativa (Über die spezielle und allgemeine Relativitätstheorie (gemeinverständlich)), 1916.
- (DE) Vier Vorlesungen über Relativitätstheorie, Braunschweig, Vieweg und Sohn, 1923.
- (DE) Eine neue Bestimmung der Moleküldimensionen (PDF), Berna, Buchdruckerei K. J. Wyss, 1905.
- Perché il socialismo?  (Why Socialism?), in Monthly Review, Vol. 1, No. 1: maggio 1949, DOI 10.14452/MR-061-01-2009-05_7.
- Autobiografia scientifica, Torino, Bollati Boringhieri, 1979, ISBN 978-88-339-2582-0.
- Perché la guerra? (Warum Krieg?), raccolta degli scambi epistolari con Sigmund Freud, Bollati Boringhieri, Torino, 1997, ISBN 978-88-339-1058-1.
- Pensieri di un uomo curioso (raccolta miscellanea di scritti), Mondadori, 1999, ISBN 978-88-04-47479-1.
- Pensieri, idee, opinioni (ulteriori scritti dal 1933 al 1950), Roma, Newton Compton Editori, 2006, ISBN 978-88-541-8150-2.
- Leggendo Lucrezio (prefazione all'edizione tedesca del De rerum natura del 1924 curata da Hermann Diels), a cura di Gherardo Ugolini, La Scuola di Pitagora, Napoli, 2012, ISBN 978-88-65-42069-0.
- Il significato della relatività, Torino, Bollati Boringhieri, 2014, ISBN 978-88-339-2555-4.
- Pensieri degli anni difficili (scritti dal 1933 al 1950), Torino, Bollati Boringhieri, 2014, ISBN 978-88-339-2531-8.
- Il mondo come io lo vedo (scritti fino al 1933), Roma, Newton Compton Editori, 2015, ISBN 978-88-541-7172-5.

## Nella cultura di massa

### Cinema
- Albert Einstein, fiction del 1975, regia di Massimo Scaglione, produzione Rai, con Giancarlo Zanetti (nelle vesti di Einstein), Raoul Grassilli, Gianni Mantesi.
- Vita di Einstein, fiction del 1990, regia di Lazar Iglesias, coproduzione internazionale tra Rai 1, TF1 e l'inglese Tele Chip.
- Genio per amore (I.Q.), film del 1994 diretto da Fred Schepisi, con Tim Robbins, Meg Ryan e Walter Matthau nella parte di Albert Einstein.
- Einstein, fiction del 2008 di Liliana Cavani, con l'attore italiano Vincenzo Amato nelle vesti del grande scienziato.
- Il mio amico Einstein (Einstein and Eddington), film TV del 2008 trasmesso dalla BBC, con David Tennant nel ruolo di Arthur Eddington e Andy Serkis in quello di Albert Einstein.
- Genius - Einstein, serie TV del 2017, produzione National Geographic, con protagonista Geoffrey Rush nel ruolo di Einstein.
- Oppenheimer, film del 2023 scritto, diretto e co-prodotto da Christopher Nolan, con Tom Conti nel ruolo di Einstein.
- Einstein e la bomba, docu-film del 2024.[116]

### Musica
- Einstein – brano musicale della cantante australiana Gabriella Cilmi, contenuto nell'album Lessons to Be Learned.
- Einstein (E=mc²) – singolo del cantautore italiano Francesco Gabbani, contenuto nell'album Viceversa.
- Albert Einstein (album) - album del rapper Prodigy e del DJ The Alchemist, pubblicato nel giugno 2013.